# Chania
Chania (griechisch Χανιά [xaˈɲa] (n. pl.)) ist eine Hafenstadt auf der griechischen Insel Kreta. Etwa 54.000 Einwohner (Volkszählung 2021) leben in der eigentlichen Kernstadt der Gemeinde, die damit nach Iraklio die zweitgrößte Siedlung auf der Insel ist. Chania ist der Hauptort des gleichnamigen Regionalbezirks, der ehemaligen Präfektur Chania, der den gesamten Westen Kretas umfasst. Chania war von 1841 bis 1971 die Hauptstadt der Insel.
Östlich des Stadtgebiets befindet sich in der Souda-Bucht der Fährhafen der Stadt, von dem eine tägliche Verbindung nach Piräus besteht. Der internationale Flughafen von Chania befindet sich ungefähr zwölf Kilometer nordöstlich auf einer Ebene der Akrotiri-Halbinsel.

## Geografie

### Lage

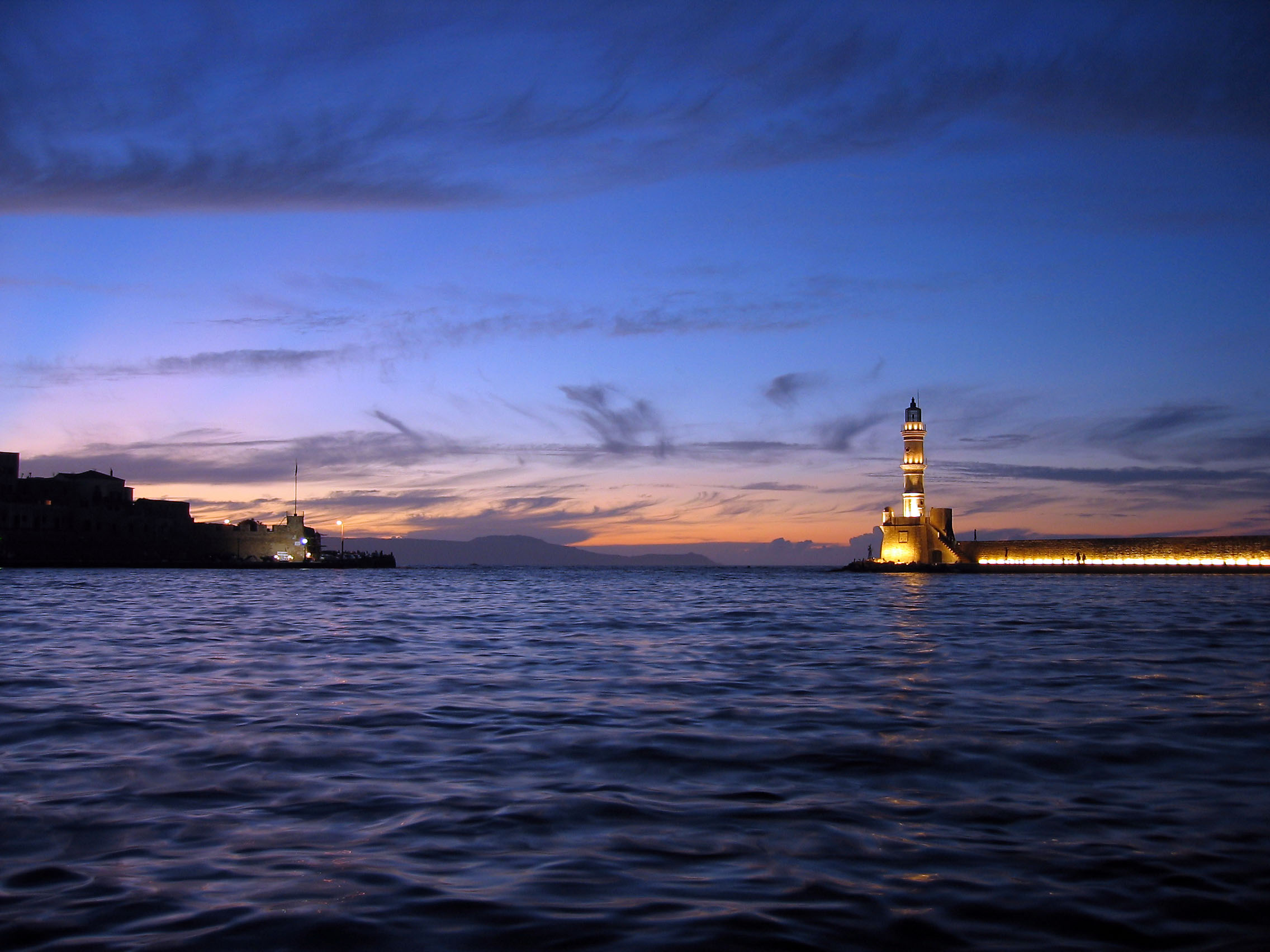
Hafen am Golf von Chania

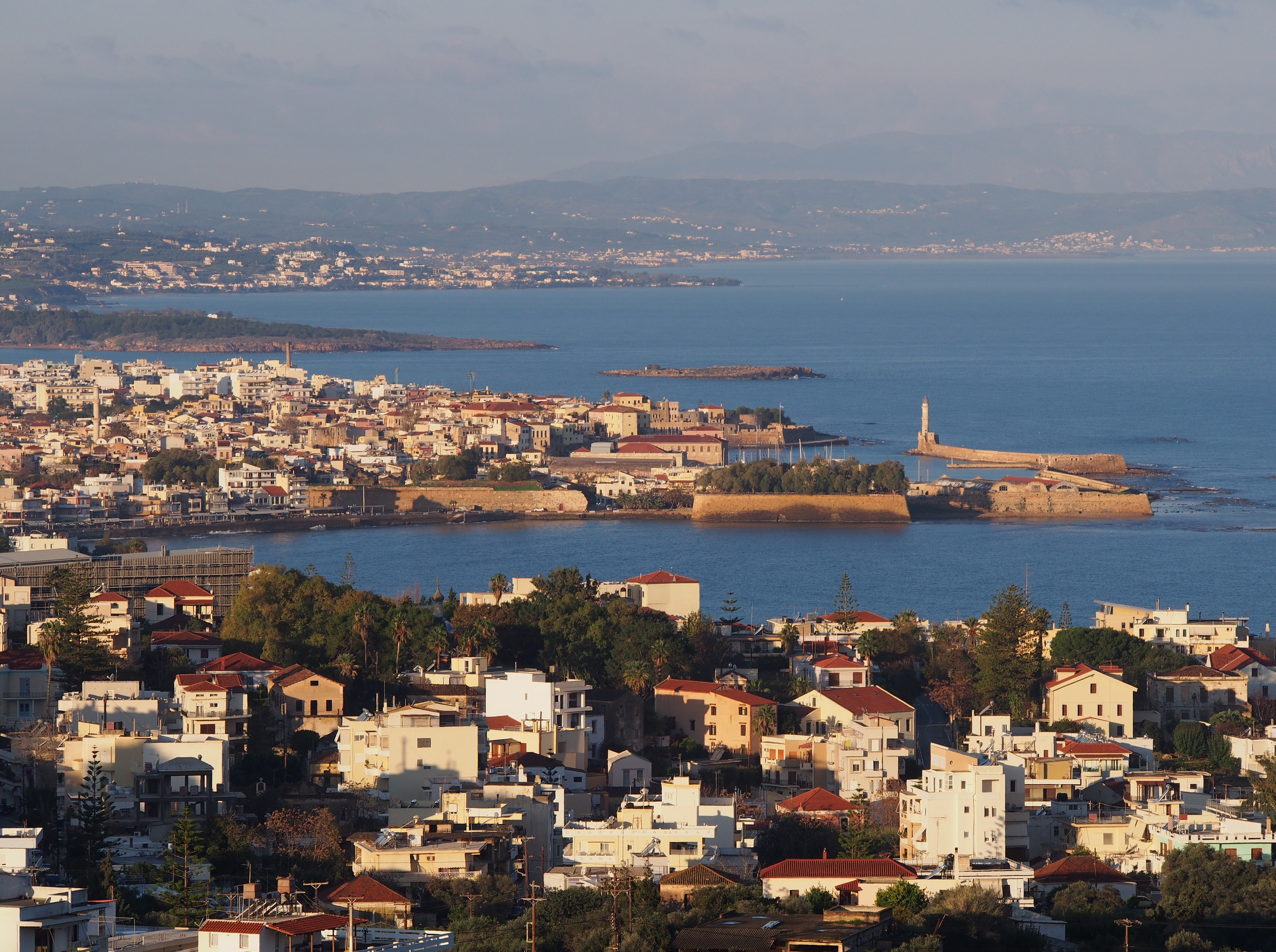
Panorama von Chania

Die Stadt Chania liegt an der Nordküste der Insel Kreta, rund 100 Kilometer westlich der heutigen Inselhauptstadt Iraklio. Die Gemeinde Chania war bis 2010 flächenmäßig die kleinste der nach ihr benannten Präfektur, da sie sich fast ausschließlich auf das Stadtgebiet beschränkte. Chania war bis 1971 Verwaltungssitz der gesamten Insel. Heute ist die Stadt mit über einem Drittel der Einwohner des Regionalbezirks die beherrschende Metropole Westkretas.
Das Kretische Meer nördlich der Insel bildet zwischen den Halbinseln Rodopou und Akrotiri den Golf von Chania, an dessen Südostseite an der Landenge zu Akrotiri die Hafenstadt erbaut wurde. Östlich der Landenge liegt die Bucht von Souda, ein durch die Halbinsel Akrotiri geschützter Naturhafen. Südlich von Chania steigt das Inland stetig an und bildet mit dem bei klarem Wetter gut zu sehenden Gebirgszug der Weißen Berge (Lefka Ori) eine nur von wenigen Passstraßen durchbrochene Barriere zur Südküste Kretas.

### Geologie
Die Insel Kreta liegt auf dem Südägäischen Inselbogen, einer Verlängerung des Dinarischen Gebirgsbogens über die Hellenische Bergkette auf dem griechischen Festland bis zum Taurusgebirge in Kleinasien. Entstanden sind diese Alpidischen Gebirgsbildungen ab der erdgeschichtlichen Periode des frühen Tertiär, die heute als Paläogen bezeichnet wird, als die Afrikanische Platte begann, sich durch die Kontinentaldrift unter die Eurasische Platte zu schieben. Auch heute noch driftet die Afrikanische Platte jährlich etwa vier Zentimeter nordwärts, was vereinzelt zu Erdbeben in der Region führen kann.
Das in der Subduktionszone der beiden Kontinentalplatten gelegene Kreta kippt bei den geotektonischen Aktivitäten um seine Nord-Süd-Achse, der Westen der Insel steigt an, während der Osten leicht absinkt. Da sich das Stadtgebiet von Chania auf einer Ebene des Nordwesten Kretas befindet, sind die dortigen Gesteinsschichten auch jüngeren erdgeschichtlichen Datums, als beispielsweise die der südlich angrenzenden Weißen Berge. Chania steht auf Fels- und Sedimentformationen aus dem Jungtertiär oder Neogen (zirka 30 Millionen Jahre alt), die aus einer Zeit stammen, als die nordwestliche Küstenebene noch Teil des Meeres war.

### Nachbargemeinden
Bis zum Jahr 2010 bestand die Gemeinde Chania nur aus dem unmittelbaren Stadtgebiet und grenzte im Osten und Südosten an die Gemeinden Akrotiri und Souda. Westlich der Stadt lag die Gemeinde Nea Kydonia. Die südlich an die geschlossene Stadtbebauung angrenzenden Vororte in Richtung Schnellstraße (New Road) gehörten schon zur Gemeinde Eleftherios Venizelos.
|           |                                             |            |
| Platanias | Kompassrose, die auf Nachbargemeinden zeigt | Apokoronas |
|           | Sfakia                                      |            |

Mit dem Kallikratis-Gesetz von 2010 wurden die Gemeinden Akrotiri, Eleftherios Venizelos, Keramia, Nea Kydonia, Souda und Theriso mit der Stadt Chania zur Gemeinde Chania zusammengefasst. Seitdem grenzt die Gemeinde im Osten an die Gemeinde Apokoronas, im Süden an Sfakia und im Westen an die Gemeinde Platanias. Die Bedeutung als Hafenstadt hat Chania durch die Eingemeindung von Souda wieder zurückgewonnen. Alle Fährlinien mit dem ausgeschriebenen Ziel „Chania“ laufen den tiefen Naturhafen der Souda-Bucht (Όρμος Σούδας) an, der Stadthafen von Chania hat für größere Schiffe eine zu geringe Wassertiefe.

### Stadtgliederung

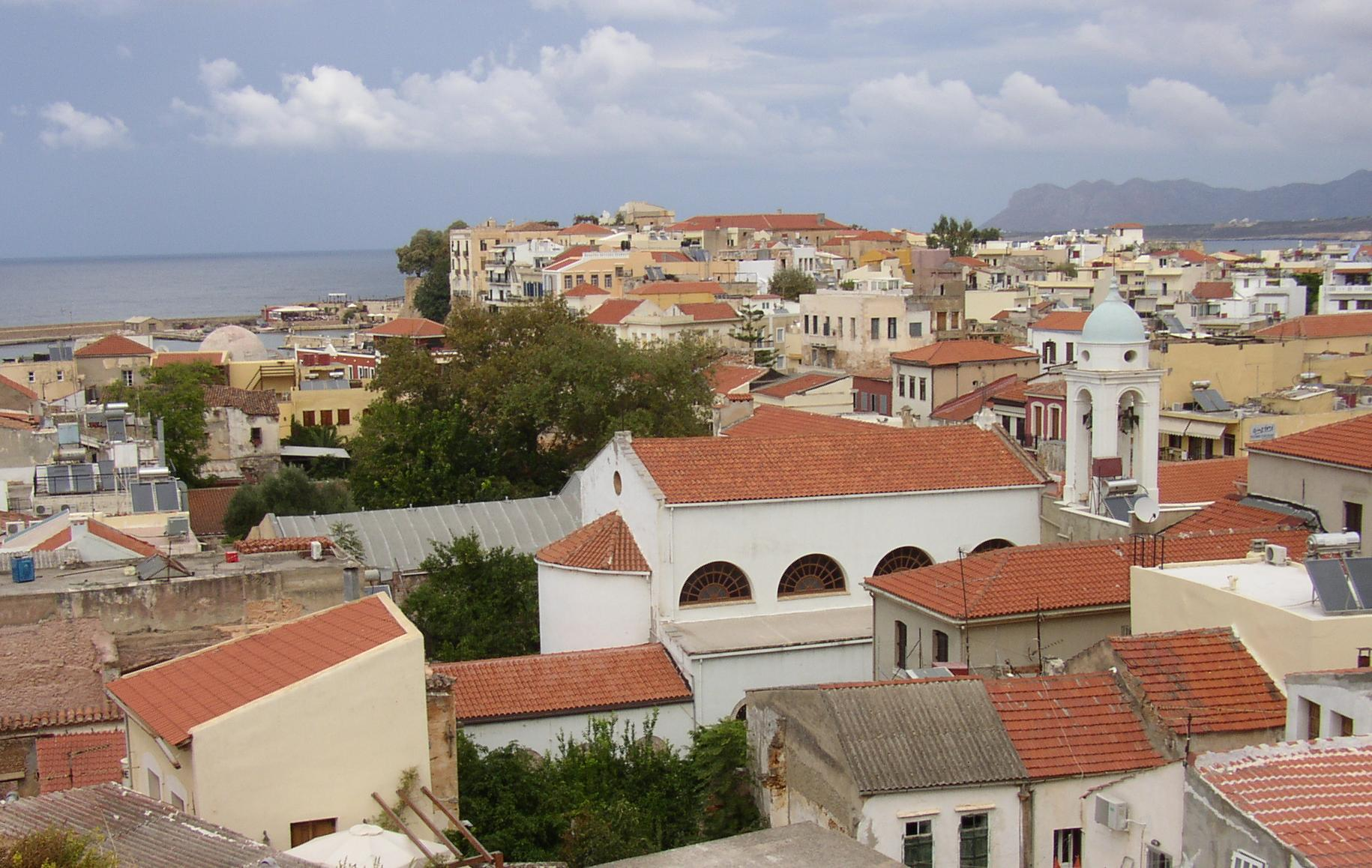
Kastelli-Viertel

Das Stadtgebiet von Chania ist in die Stadtviertel Chalepa, Evraiki, Kastelli, Kumkapi, Nea Chora, Splantzia und Topanas unterteilt.

### Klima
Auf Kreta herrscht ein mediterranes Klima mit milden, regenreichen Wintern und heißen, trockenen Sommern. Dabei gibt es erhebliche klimatische Unterschiede zwischen den verschiedenen Regionen der Insel. So sind die durchschnittlichen Temperaturen an der Südküste etwas wärmer als im Norden und die der Bergregionen im Allgemeinen etwas frischer. Auch fallen im Osten und Süden der Insel weniger Niederschläge als in der Mitte, im Westen und im Norden. Durch die hohen Berge Kretas wechseln Wetterlagen häufig schnell, und Winde kommen auf, die sich auch zu orkanartigem Sturm verstärken.
Chania liegt an der westlichen Nordküste der Insel Kreta. Das Klima gilt hier als gemäßigt und trockenwarm. Von Mai bis September gibt es kaum Regenfälle, insgesamt scheint an 70 Prozent der Tage eines Jahres die Sonne. In den etwas kühlen Wintermonaten von November bis März sind in den Weißen Bergen südlich von Chania Schneefälle möglich, die nur sehr selten auch die Ebene an der Nordküste erreichen. Die Schneedecke in den Bergen bleibt bis etwa Ende Mai erhalten. Die heißen und trockenen Sommermonate führen dazu, dass die durch den feuchten Winter und das warme Frühjahr üppig wuchernde Vegetation ohne künstliche Bewässerung in den Ebenen der Insel verdorrt.
|                        | Jan   | Feb   | Mär  | Apr  | Mai  | Jun  | Jul  | Aug  | Sep  | Okt  | Nov  | Dez  |   |       |
| Mittl. Temperatur (°C) | 11,6  | 11,8  | 13,2 | 16,3 | 20,1 | 24,5 | 26,5 | 26,1 | 23,3 | 19,4 | 16,1 | 13,1 | ⌀ | 18,5  |
| Mittl. Tagesmax. (°C)  | 15,8  | 16,5  | 17,9 | 21,0 | 24,7 | 28,7 | 30,3 | 30,0 | 27,7 | 23,7 | 20,9 | 17,8 | ⌀ | 22,9  |
| Mittl. Tagesmin. (°C)  | 9,2   | 9,2   | 10,1 | 12,2 | 15,2 | 18,9 | 20,8 | 20,8 | 18,7 | 15,6 | 13,1 | 10,8 | ⌀ | 14,6  |
|                        |       |       |      |      |      |      |      |      |      |      |      |      |   |       |
| Niederschlag (mm)      | 122,9 | 108,6 | 71,9 | 31,9 | 13,9 | 6,6  | 0,5  | 2,7  | 18,2 | 82,1 | 70,9 | 91,3 | Σ | 621,5 |
|                        |       |       |      |      |      |      |      |      |      |      |      |      |   |       |
| Sonnenstunden (h/d)    | 3     | 5     | 6    | 8    | 10   | 12   | 13   | 12   | 10   | 6    | 6    | 4    | ⌀ | 7,9   |
|                        |       |       |      |      |      |      |      |      |      |      |      |      |   |       |
| Regentage (d)          | 15,0  | 13,7  | 11,0 | 6,7  | 3,5  | 1,2  | 0,2  | 0,3  | 2,3  | 8,0  | 9,5  | 13,5 | Σ | 84,9  |
|                        |       |       |      |      |      |      |      |      |      |      |      |      |   |       |
| Wassertemperatur (°C)  | 16    | 15    | 16   | 16   | 19   | 22   | 24   | 25   | 24   | 23   | 20   | 17   | ⌀ | 19,8  |

| 9,2 |

| 9,2 |

| 10,1 |

| 12,2 |

| 15,2 |

| 18,9 |

| 20,8 |

| 20,8 |

| 18,7 |

| 15,6 |

| 13,1 |

| 10,8 |

| 9,2 |

| 9,2 |

| 10,1 |

| 12,2 |

| 15,2 |

| 18,9 |

| 20,8 |

| 20,8 |

| 18,7 |

| 15,6 |

| 13,1 |

| 10,8 |

| N i e d e r s c h l a g | 122,9 | 108,6 | 71,9 | 31,9 | 13,9 | 6,6 | 0,5 | 2,7 | 18,2 | 82,1 | 70,9 | 91,3 |
|                         | Jan   | Feb   | Mär  | Apr  | Mai  | Jun | Jul | Aug | Sep  | Okt  | Nov  | Dez  |

## Geschichte

### Altertum

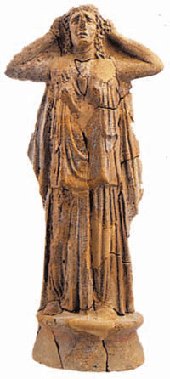
Tonfigur aus Kydonia
(4. bis 3. Jahrhundert v. Chr.)

Erste Siedlungsspuren aus dem Altstadtviertel Kastelli reichen bis in die Jungsteinzeit 3400 bis 3000 v. Chr. zurück. Damit ist Chania eine der ältesten ununterbrochen bewohnten Siedlungsstätten Europas. Als Stadt wurde sie in minoischer „Vorpalast“-Zeit (3000–1900 v. Chr.) unter dem Namen Kudonija erbaut, aus dem sich der spätere antike Name Kydonia (gemäß der Peutingerschen Tafel: Cydonia) ableitete. Belegt ist der Name Kudonija (ku-do-ni-ja) erstmals in Linearschrift B auf einer Tontafel aus Knossos. Nach antiker Überlieferung wurde die Stadt durch den mythischen König Minos gegründet und nach dem Heros Kydon, dem Sohn des Hermes oder des Apollon und der Akakallis, einer Tochter des Minos, benannt.

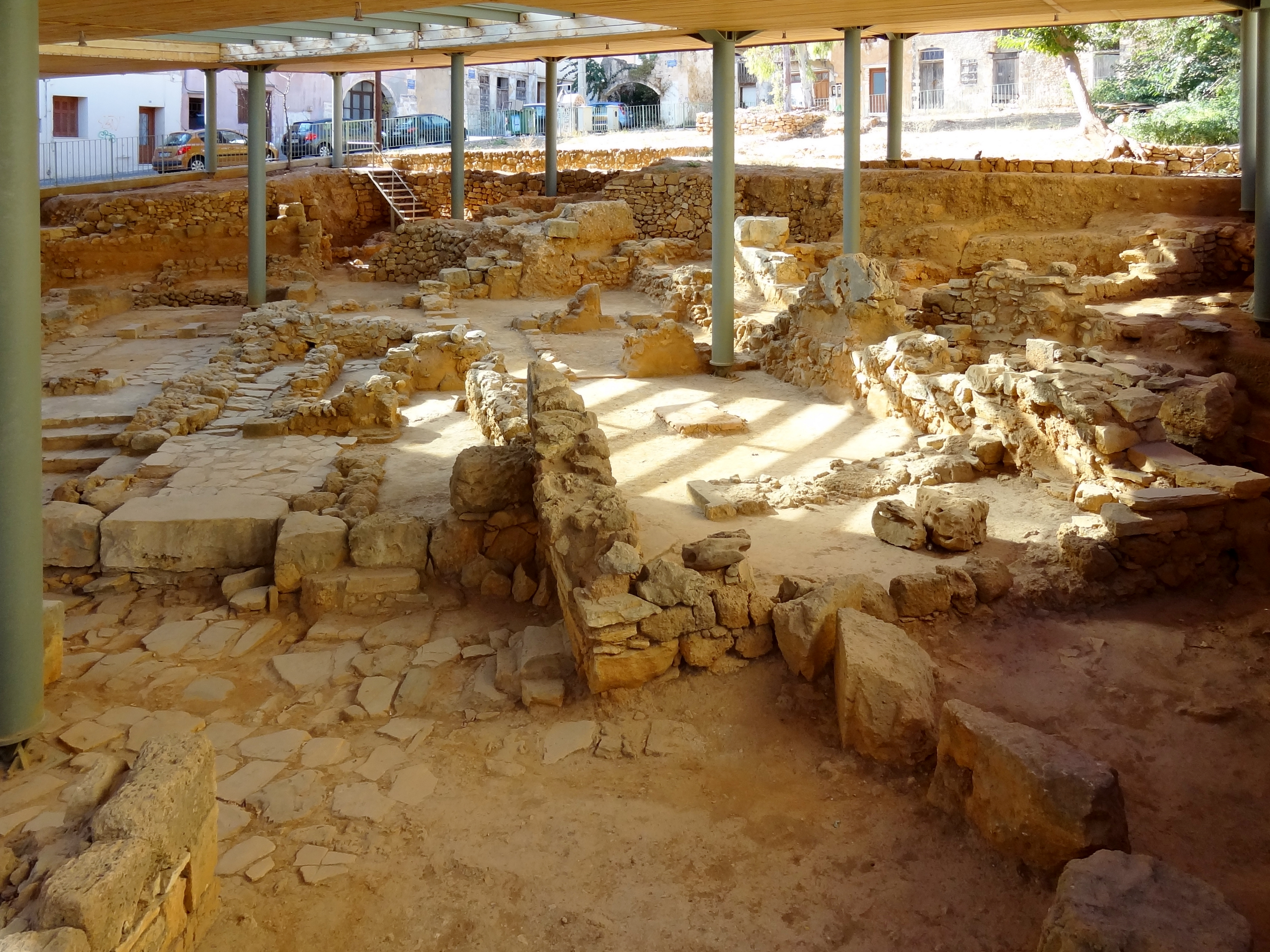
Minoische Ausgrabungen auf dem Kastelli-Hügel

In den minoischen Epochen der „Neu-“ und „Nachpalastzeit“ (1600–1100 v. Chr.) war Kudonija eine blühende Stadt mit großen, in sich geschlossenen Wohnhäusern zwischen Straßen und Plätzen, und höchstwahrscheinlich einem Palast als Zentrum. Dass in Chania kein minoischer Palast gefunden wurde, ist möglicherweise dem Umstand zuzuschreiben, dass die Siedlung nie aufgegeben wurde und spätere Generationen ihre Gebäude vornehmlich mit Baumaterial errichteten, welches sie aus älteren Bauwerken der Stadt gewannen. Kudonija hatte eine bedeutende Keramikproduktion und Handelsverbindungen bis Ägypten, Zypern und Palästina. Selbst die Zeit der Zerstörung der meisten kretischen Paläste durch die Mykener überstand die Stadt neben Knossos eher schadlos, wobei es wohl zu einem Wiederaufbau kam, da um 1450 v. Chr. ein Zerstörungshorizont erkennbar ist. Ausgrabungsstätten der minoischen Kultur befinden sich hauptsächlich auf dem Kastelli-Hügel, auf 550 m² an der Odos Kanevaro. Die Nekropole wurde vor dem Süd- und Ostteil der damaligen Stadt im Gebiet Mazali und im Bereich des heutigen Stadions lokalisiert.
Nach 1400 v. Chr. dominierte jedoch die mykenische Kultur des griechischen Festlands. Einen Austausch beider Kulturen, der minoischen und der mykenischen, hatte es schon vor der mykenischen Eroberung der Insel ab 1450 v. Chr. gegeben. Manche Historiker nehmen an, dass z. B. Knossos deshalb nicht wie andere Paläste Kretas zerstört wurde, weil es dort schon eine große Anzahl achaiischer Kolonisten gab, die dafür sorgten, dass die Stadt rasch übergeben wurde. Ähnliches könnte auch auf die nordwestliche Handelsmetropole Kudonija zutreffen. Eine Hypothese geht sogar für Knossos um 1450 v. Chr. von der Machtübernahme einer mykenischen Dynastie aus, die im Anschluss versuchte, ganz Kreta zu unterwerfen, wobei die übrigen minoischen Paläste zerstört wurden. Diese Dynastie wiederum wurde um 1375 v. Chr. durch mykenische Eroberer vom Festland verdrängt.
Während die anderen minoischen Paläste nach deren Zerstörung nie wieder bezogen wurden, herrschten in Knossos und eventuell auch in der nun Kydonia genannten Hafenstadt auf dem Gebiet des heutigen Chania achaisch-mykenische Herrscher. Eine multikulturelle Stadt blieb sie auch nach dem allmählichen Niedergang der mykenischen Kultur und dem Beginn der dorischen Einwanderung nach Kreta. In der von Homer überlieferten Odyssee, die in diesem Zeitraum angesiedelt ist, werden die Einwohner von Kydonia zweimal erwähnt, im Dritten Gesang, Vers 292, und im Neunzehnten Gesang, Vers 176 (in der Übersetzung von Johann Heinrich Voß):
| Aus dem Dritten Gesang: Also ward Menelaos, wie sehr er auch eilte, verzögert, Um den Freund zu begraben, und Totengeschenke zu opfern. Aber da nun auch jener, die dunkeln Wogen durchsegelnd, Seine gerüsteten Schiffe zum hohen Gebirge Maleia Hatte geführt, da verhängte der Gott weithallender Donner Ihm die traurigste Fahrt, sandt’ ihm lautbrausende Stürme, Und hoch wogten, wie Berge, die ungeheuren Gewässer. Plötzlich zerstreut’ er die Schiffe; die meisten verschlug er gen Kreta, Wo der Kydonen Volk des Jardanos Ufer umwohnet. An der gordynischen Grenz', im dunkelwogenden Meere, Türmt sich ein glatter Fels den drängenden Fluten entgegen, Die der gewaltige Süd an das linke Gebirge vor Phästos Stürmt; und der kleine Fels hemmt große brandende Fluten. |  | Aus dem Neunzehnten Gesang: Nun so will ich’s dir sagen, wiewohl du mein bitteres Leiden Mir noch bitterer machst; denn Schmerz empfindet doch jeder, Welcher so lang' als ich von seiner Heimat entfernt ist, Und mit Jammer umringt so viele Städte durchwandert. Aber ich will dir doch, was du mich fragest, verkünden. Kreta ist ein Land im dunkelwogenden Meere, Fruchtbar und anmutsvoll und ringsumflossen. Es wohnen Dort unzählige Menschen, und ihrer Städte sind neunzig: Völker von mancherlei Stamm und mancherlei Sprachen. Es wohnen Dort Achaier, Kydonen und eingeborene Kreter, Dorier, welche sich dreifach verteilet, und edle Pelasger. Ihrer Könige Stadt ist Knossos, wo Minos geherrscht hat, Der neunjährig mit Zeus, dem großen Gotte, geredet. |

In der protogeometrischen und geometrischen Periode (etwa 1050–700 v. Chr.) und der sich anschließenden archaischen Zeit (etwa 700-500 v. Chr.) entwickelte sich Kydonia zu einer der wichtigsten Poleis Westkretas. Die bedeutendsten Städte Kretas wie auch ganz Griechenlands bildeten kleine selbstständige Stadtstaaten (Poleis), die sich oft befehdeten. Noch in archaischer Zeit, im Jahre 525 v. Chr., wurde Kydonia von Samos her neu kolonisiert. Später folgten Siedler von Aigina. Eine zweite Einwanderungswelle von diesen beiden Inseln kam ab 431 v. Chr. in die Polis. Enge Verbindungen gab es auch mit Kyrene. Die Neusiedler übernahmen den aus der mykenischen Zeit überlieferten Namen Kydonia, der übersetzt „Quitte“ bedeutet. Die klassischen Münzen Kydonias zeigten die aus Vorderasien nach Europa eingeführte Frucht als Wappen der Stadt.
Im Jahre 429 v. Chr. verheerte ein Angriff der Athener Flotte während des Peloponnesischen Krieges das Küstengebiet bei Kydonia, während die Stadt durch die Athener nicht eingenommen werden konnte. Konkurrierende Städte waren meist die Poleis in der Nachbarschaft wie Aptera, Elyros, Polyrrhenia mit seinem Hafen Phalasarna und Knossos. Dass man gelegentlich auch Bündnisse miteinander einging, zeigt sich beim Krieg im Jahre 220 v. Chr. zwischen Knossos und Lyktos, bei dem Kydonia an der Seite Knossos’ kämpfte.
Nach einem kurzzeitigen Bündnis Kydonias mit Makedonien, das 220 v. Chr. auf Kreta interveniert hatte, um die Verhältnisse zu stabilisieren, verlor Makedonien 196 v. Chr. nach dem zweiten Krieg gegen Rom die Hegemonie über Griechenland. Wieder unabhängig, kam es erneut zu Kriegen der rivalisierenden kretischen Städte untereinander. 189 v. Chr. kämpfte Kydonia gegen Knossos und Gortyn, 184 v. Chr. eroberte die Stadt wegen Auseinandersetzungen um die Kontrolle über das Diktynnäische Heiligtum auf der Halbinsel Rodopou die Polis Polyrrhenia mit der Hafenstadt Phalasarna. Diese Konflikte endeten erst 67 v. Chr. mit der Besetzung der Insel durch die römischen Truppen.
Seit dem Jahr 69 v. Chr. begann das Römische Reich, Kreta zu besetzen. 67 v. Chr. wurde die Insel römische Provinz. Kydonia kam als eine der ersten Städte Kretas in den Machtbereich des Imperiums und erhielt wegen seiner römerfreundlichen Haltung den Status einer freien Stadt. Bis zum 3. Jahrhundert n. Chr. ist das Recht auf eine eigene Münzprägung bezeugt, Münzen aus Kydonia stellten beispielsweise eine Nymphe mit Kranz und den Heros Kýdon, gesäugt durch eine Hündin, dar. Die Eroberung Kretas durch die Römer bedeutete das Ende der Bürgerkriege und den Beginn einer langen Friedenszeit mit wirtschaftlicher Blüte. Hauptstadt der Provinz Kreta und Kyrenaika (Creta et Cyrene) wurde das bei der Eroberung der Insel mit Rom verbündete Gortyn. In die Zeit der römischen Herrschaft fällt auch die allmähliche Christianisierung der Insel im 3. und 4. Jahrhundert. Kydonia wird in kirchlichen Quellen als Sitz eines Bischofs erwähnt, der Teilnehmer an der Synode von Serdica (Sofia) in den Jahren 343/344 n. Chr. war.

### Mittelalter

#### Byzantinische und arabische Zeit
Ein Jahr nach dem Tod des Kaisers Theodosius I. im Jahre 394 kam es zur römischen Reichsteilung von 395. Kydonia lag mit Kreta in dessen Ostteil, der sich ab 610 vom lateinisch geprägten Oströmischen Reich zum griechisch dominierten Byzantinischen Reich umbildete. Gleichzeitig zehrten die ständigen Abwehrkämpfe gegen Slawen und Bulgaren im Norden, Sasaniden (Perser) im Osten und Sarazenen (Araber) im Süden und Südosten an der Substanz des Ostreiches. Die meisten Städte der antiken Zivilisation wurden aufgegeben oder schrumpften auf die Größe von befestigten Dörfern, den sogenannten Kastra.
Von Kydonia ist aus der ersten byzantinischen Epoche wenig überliefert. Archäologische Grabungen belegen lediglich die Existenz einer großen altchristlichen Basilika auf dem Kastelli-Hügel. In den Jahren 824 bis 828 eroberten schließlich die Sarazenen die Insel, wobei Kydonia möglicherweise wie die meisten Städte Kretas zerstört wurde. Es wird angenommen, dass es sich bei den Eroberern um nach einem Aufstand im Emirat von Córdoba im heutigen Spanien nach Alexandria geflohene Araber handelte, die unter ihrem Anführer, dem Emir Abu Hafs Omar, schon um 823 einen Beutezug ins südliche Kreta unternahmen. Mehrere Rückeroberungsversuche des geschwächten Byzantinischen Reiches in den Jahren 825, 826, 828 und 902 blieben erfolglos.

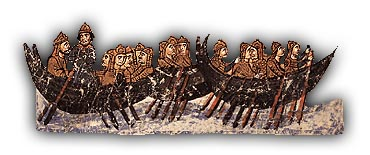
Arabische Eroberung Kretas
(Darstellung in der Chronik des Ioannis Scylitzes)

Aus der Zeit der Sarazenenherrschaft über Kreta wird der heutige Name der Stadt Chania abgeleitet. Dabei soll es sich im Ursprung nicht um eine arabische Bezeichnung gehandelt haben. Vielmehr wurde für die nach der Zerstörung Kydonias neu errichtete Siedlung der Name des ehemaligen Vorortes Alchanía (nach dem Gott Welchanos, oder altgriechisch Hephaistos) übernommen, der auf einer Inschrift verzeichnet ist. Im Arabischen wurde daraus Al Hanim, was übersetzt „Herberge“ bedeutet. Nach der byzantinischen Rückeroberung der Insel 960/961 unter dem General Nikephoros Phokas, dem späteren Kaiser Nikephoros II., ersetzte man die arabisch klingende Vorsilbe „Al“ durch den griechischen Artikel „Ta“ (Plural: die) zu Ta Chania, woraus später im Lateinischen La Canea wurde. In jedem Fall war der Ort bis in das erste Jahrhundert der späteren Herrschaft der Venezianer nur eine kleine, wenn auch befestigte, bäuerliche Siedlung.
Nach 961, dem Jahr der Wiedereingliederung Kretas in das Byzantinische Reich, wurde die vermutlich zerstörte hellenistische Stadtmauer Kydonias um den Kastelli-Hügel durch eine neue Befestigung ersetzt, um weitere arabische Angriffe abwehren zu können. Viele Soldaten des Nikophoros Phokas ließen sich auf Kreta nieder, und auch aus anderen Teilen des Reiches kamen griechische Siedler, die den Bevölkerungsverlust durch Kriegsfolgen und Abwanderung während der Herrschaft der Araber ausglichen. Ab 1082 siedelte Kaiser Alexios I. Komnenos vermehrt adelige Familien auf der Insel an, denen großer Grundbesitz und Privilegien übertragen wurden. Über den Ort Chania ist aus dieser Zeit nichts weiter überliefert, sieht man von der regelmäßigen Nennung in den Protokollen kirchlicher Synoden ab. Die zweite byzantinische Epoche Kretas endete nach der Einnahme Konstantinopels am 13. April 1204 durch die Kreuzfahrer des venetianisch finanzierten Vierten Kreuzzuges unter der Führung des piemontesischen Markgrafen Bonifatius von Montferrat, der die Insel zur Begleichung der Kriegsschulden im Jahr 1210 für 10.000 Silbermark an die Venezianer verkaufte.

#### Venezianische Zeit
Die Republik Venedig musste zunächst gegen das ligurische Genua und die kretische Bevölkerung um die Vorherrschaft über die Insel kämpfen. Den mit Venedig rivalisierenden Genuesen war es ab 1207 unter Enrico il Pescatore gelungen, Teile Kretas zu besetzen. Nach der Vertreibung der Genuesen 1212 und der Einnahme der gesamten Insel bis 1218, bei ständigen Aufständen der einheimischen Bevölkerung und Rückeroberungsversuchen durch Byzanz, siedelten die neuen Herren der Insel zur Festigung ihrer Herrschaft Venezianer aus der Mutterstadt an. Nach verschiedenen Angaben handelte es sich um 3.000 bis 10.000 Menschen, darunter auch Angehörige vieler Adelsfamilien. Chania wurde als La Canea anfänglich Verwaltungssitz des Exarchats Dorsoduro, später des Distrikts Canea. Auch nach La Canea kamen viele Venezianer, die zunächst auf dem nun Castel Vecchio genannten Kastelli-Hügel innerhalb der byzantinischen Stadtmauern siedelten, später auch außerhalb der alten Befestigung im neu entstehenden Wohnviertel Vourgo. Es wurden mehrere neue Brunnen und ein Aquädukt angelegt, und im Zentrum entstanden herrschaftliche Gebäude des venezianischen Adels. Aus dieser Zeit stammen die Hauptstraße La Corsa und die Kirchen Santa Maria und Duomo.

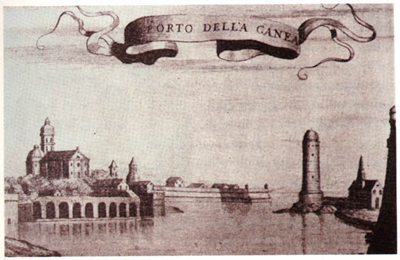
Hafen von Canea

Mit der Zunahme der Bevölkerung gilt das Jahr 1252 als Neugründung des Ortes als Stadt. Nachdem die Genuesen La Canea den Venezianern 1263 wieder entrissen hatten, befestigten die letzteren nach der Rückeroberung 22 Jahre später 1285 das um Castel Vecchio herum erweiterte Stadtgebiet mit einer neuen Mauer. Ab 1320 begann man dann durch Aufschüttung einer Mole mit dem Bau des Hafens. Durch ihn wurde La Canea zur wichtigsten ökonomischen und politischen Verbindung zwischen Kreta und Venedig, daher der damalige Beiname Chanias als „Venedig Kretas“. Gesellschaftlich führte jedoch die Einsetzung des venezianischen Feudalsystems und der Versuch, die Orthodoxie entschieden einzuschränken, zu zahlreichen Aufstandsbewegungen. In einem Zeitraum von zwei Jahrhunderten werden 27 größere oder kleinere, lokal begrenzte Erhebungen sozialen und nationalen Charakters erwähnt.
Im Verlauf der über 450 Jahre währenden Herrschaft Venedigs über die Insel Kreta schwankte die Bevölkerungszahl sehr stark. Während der Eroberungs- und Aufstandsphase von etwa 1211 bis 1300 hatte Kreta kaum mehr als 50.000 Einwohner. Zum Ausgleich des Arbeitskräftemangels in La Canea veranlasste Venedig im Jahr 1302, dass jeder, der seinen Feudalherren nicht kannte, automatisch Höriger der Kommune sein sollte. Die Einwohnerzahl stieg danach jedoch wieder an, dürfte während des Aufstands der venezianischen Siedler (1363 bis 1366) wieder stark gefallen sein, bis sie um 1400 einen Stand von etwa 100.000 Menschen erreichte, von denen jeder fünfte in den Städten wohnte. Ein Jahrhundert später, um 1500, lebten auf der Insel wohl an die 200.000 Einwohner.
Der griechisch-orthodoxen Bevölkerungsmehrheit stand eine katholische Gesellschaft der venezianischen Oberschicht gegenüber, bestehend aus Feudalherren sowie ziviler und militärischer Verwaltung. Deren Bischof wurde in Venedig bestimmt, ebenso wie der militärische Befehlshaber, der Kastellan. Die vier obersten Räte von Kreta waren zunächst verpflichtet, in einem festen Turnus ihr zweites Amtsjahr als Rektoren von La Canea oder Retimo, dem heutigen Rethymno, zu verbringen, während jeweils zwei in Candia, heute Iraklio, amtierten. Erst ab 1306 amtierte ein jährlich neu gewählter Rektor in Canea. Auch die wichtigen Posten des Leiters des Arsenals, Admiral genannt, wurden an Venezianer vergeben, meist Adlige, doch gelegentlich auch Nichtadlige, was am zu niedrigen Gehalt lag, das man 1409 erhöhte. Einige Kastellane besaßen Weingüter nahe der Stadt und stritten um deren Besitz. Komplizierte oder bedeutende Rechtsfälle wurden in Venedig entschieden, weniger bedeutende vor Ort, wobei eine Kanzlei für den Schriftverkehr zur Verfügung stand, deren Vorstand aus Venedig geschickt wurde. Das Gleiche galt für Gerichts- und Palastschreiber. Die Kastellane der benachbarten Inseln, wie Cerigo, mussten am Ende ihrer Amtszeit in La Canea Bericht erstatten und sich einen Monat in der Stadt zur Verfügung halten.
Ähnlich wie in Venedig sorgte eine Polizeitruppe unter Führung der Domini de nocte beziehungsweise Domini de die („Herren der Nacht“ / „Herren des Tages“) für Sicherheit auf den Straßen. Dort stand auch ein Gefängnis zur Verfügung. Zur Versorgung der Bevölkerung und der Flotte wurden bereits 1331 drei Speicher für Getreide gebaut. Dennoch klagten die kleinen Feudalherren von Retimo und La Canea 1345 gemeinsam in Venedig darüber, dass die Preise für ihren Weizen zu niedrig seien, und dies ihre Existenz gefährde. Doch Venedigs Wirtschaftspolitik war so sehr auf die Mutterstadt fixiert, dass erst der Siedleraufstand – von dem sich Canea mindestens bis September 1363 fernhielt – sie zu verspäteten Erleichterungen veranlasste.

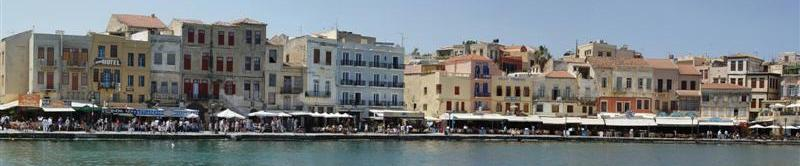
Venezianischer Hafen von Chania

Schon bevor die Osmanen 1453 Konstantinopel eroberten, galt Kreta als stark gefährdet. So scheute man sich nicht, verurteilte Straftäter hierher ins Exil zu schicken, sofern es sich um Adlige handelte. In einem Fall wurde ein Mörder, der sich trotz Folter nicht überführen ließ, nach La Canea deportiert. 1456 ging der Rat der Zehn mit scharfen Mitteln gegen Giacomo Foscari vor, der mit dem Sultan verschlüsselte Briefe ausgetauscht haben soll, worin er Mehmet aufforderte, eine Flotte nach La Canea zu schicken. 1462 kam es abermals zu einer Verschwörung unter Führung eines Siphi Vlastos. Den zahlreichen Flüchtlingen, die sich zunehmend untereinander verbanden, misstraute Venedig allemal.
Die Kultur der italienischen Stadtrepublik konnte sich ohne die ständige Präsenz Venedigs auf Kreta und seines gegenüber der griechischen Bevölkerungsmehrheit zahlenmäßig geringen Anteils venezianischer Siedler nicht dauerhaft halten, was auch dem Umstand geschuldet scheint, dass sich nach der osmanischen Eroberung Konstantinopels 1453 viele griechische Flüchtlinge aus der byzantinischen Kaiserstadt, darunter Aristokraten, Geistliche und Künstler, auf der Insel ansiedelten und der griechisch-byzantinischen Kunst und Kultur zu einer neuen Blüte verhalfen. So entstand beispielsweise aus der überlieferten byzantinischen Malerei unter Vermischung mit Elementen der italienischen Renaissance eine neue künstlerische Richtung, die sogenannte Kretische Schule. Zu ihren bedeutendsten Vertretern zählte der 1530 in La Canea geborene Michail Damaskinos.

### Neuzeit
Anfang des 16. Jahrhunderts bedrohten erstmals die Expansionsbestrebungen des Osmanischen Reiches die Insel Kreta. Aus diesem Grunde wurde 1536 für La Canea der Bau einer neuen Befestigung mit fünf Bastionen, einem breiten Graben und der Festung (griechisch Firkas) am Hafen geplant und begonnen, die die Stadt rechteckig umschloss. Konstrukteur war der Veroneser Architekt Michele Sanmicheli. Die Arbeiten an dem etwa zwei Kilometer langen äußeren Festungsgürtel um die stark gewachsene Stadt, bei denen das bis dahin noch erhaltene antike Theater zerstört wurde, zogen sich bis 1590 hin. In diesen Jahren, die man als Blütezeit des venezianischen La Canea bezeichnen kann, entstanden außerdem die meisten heute noch erhaltenen Palazzi und auch der Hafen, einschließlich der großen Arsenale (Neoria), Werften zur Aufbewahrung und Instandsetzung der Schiffe, erhielt sein heutiges Gesicht.

#### Osmanische Zeit
In der Zwischenzeit hatten die Osmanen bereits ab 1538 unter Führung des Admirals Chaireddin Barbarossa Teile Mittel- und Westkretas zeitweilig erobert. Dieser erste Angriff kam vor den Mauern Candias zum Stillstand. Am 25. Juni 1645 landete zu Beginn des Krieges um Kreta ein 60.000 Mann starkes osmanisches Heer auf 400 Schiffen (nach anderen Angaben 123 Schiffe) westlich von La Canea in der Bucht von Gogna, nahe dem Kloster Moni Odigitrias Gonias bei Kolymbari und nahm in der Nacht darauf und am Folgetag die der Stadt Canea vorgelagerte Festungsinsel San Todero (Agii Theodori) im Golf von Chania ein. Nach fast zweimonatiger Belagerung ab dem 26. Juni 1645 unter der Führung des Beylerbey von Rumili, Hassan Pascha (türkisch Küçük Hasan Paşa, ‚der kleine Hassan Pascha‘), kapitulierte La Canea am 17. August und fiel als eine der ersten Städte Kretas in die Hände der türkischen Eroberer. Gemäß den Kapitulationsbedingungen wurde den Venezianern am 22. August 1645 auf fünf Schiffen freier Abzug gewährt. Noch im Jahr der Einnahme der Stadt 1645 begannen die muslimischen Türken mit dem Bau einer Moschee am Hafen, der Hassan-Pascha-Moschee, heute als Janitscharen-Moschee eine Sehenswürdigkeit Chanias. Weitere Moscheen entstanden durch Umwidmung ehemaliger Kirchen gleich nach der Machtübernahme der Osmanen.

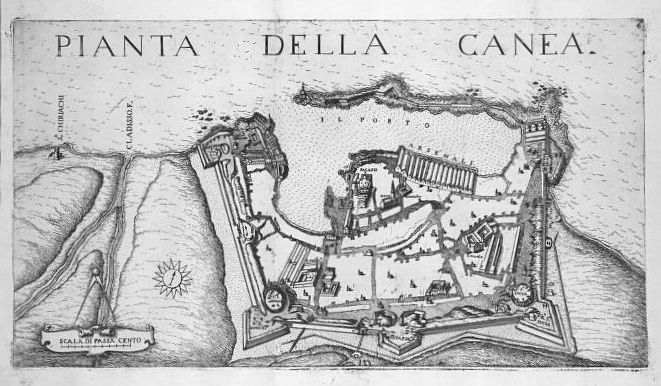
Festung Canea zur Zeit des Candia-Krieges (1651)

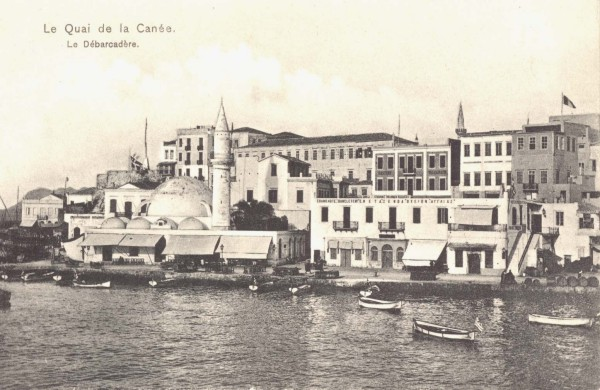
Hafen in osmanischer Zeit

Die nun türkisch Hanya genannte Stadt wurde 1651, da die eigentliche Hauptstadt Kretas Candia der Belagerung durch die osmanischen Truppen 21 Jahre lang standhielt, Verwaltungssitz der gesamten Insel. Sitz des Paschas und damit neue Inselhauptstadt (wenn auch nominell erst ab 1841) blieb Hanya auch nach der Einnahme Candias im Jahre 1669. Die Festungsinseln Gramvousa und Souda fielen erst 1692 bzw. 1715 in osmanische Hand, die erstere bei dem Versuch der Venezianer, Hanya zurückzuerobern. Unter der Osmanenherrschaft änderte sich auch das Stadtbild. Kirchen wurden in Moscheen umgewandelt und erhielten Minarette, öffentliche Bäder (Hamams), und Brunnen wurden gebaut, und die vor allem in den Vierteln Kastelli und Splantzia siedelnden türkischen Zuwanderer errichteten zahlreiche große Privathäuser mit Holzerkern. Viele Christen hingegen verließen Kreta, um der Unterdrückung der neuen Herrscher zu entgehen, und fanden Zuflucht auf den Ionischen Inseln.
Unter der osmanischen Besatzung kam es mehrfach zu Aufständen der griechisch-orthodoxen Bevölkerung der Insel, die durch das Osmanische Reich niedergeschlagen wurden, der größte 1770 unter Daskalogiannis. Im Jahr 1821, dem Jahr des Beginns der Griechischen Revolution, wurden in Hanya viele Christen getötet und der Bischof von Kissamos, Melhisethek Thespotakis, in Splantzia gehängt. Der Aufstand Griechenlands schien schon gescheitert, als der Vizekönig von Ägypten, Muhammad Ali Pascha, den osmanischen Sultan Mahmud II. 1824 bis 1827 bei der Niederschlagung der Revolution unterstützte. Durch das Eingreifen der Großmächte Großbritannien, Frankreich und Russland, die die ägyptische Flotte in der Schlacht von Navarino vernichteten, wurde der osmanische Herrscher jedoch gezwungen, das Londoner Protokoll vom 3. Februar 1830 zu unterzeichnen, durch das der griechische Staat, wenn auch nur auf kleiner Fläche, neu entstand. Danach war es das Bestreben der griechischen Bevölkerung Kretas, eine Vereinigung mit dem Mutterland herbeizuführen. Bis 1840 unterstand die Insel allerdings dem ägyptischen Vizekönig, der sie dann einschließlich Syriens und Palästinas nach Intervention von Großbritannien, Russland, Preußen und Österreich an die Osmanen zurückgeben musste.
Nach dem Großen Kretischen Aufstand von 1866 bis 1868, bei dem das Kloster Arkadi zerstört wurde, beschäftigte die kretische Frage erneut die Großmächte. Aber erst nach der Niederlage der Osmanen im Russisch-Türkischen Krieg von 1877/78 wurden den Christen bestimmte Rechte garantiert. Der Freiheitswille war jedoch ungebrochen, und so kam es 1889 und ab Mai 1896 erneut zu Aufständen. Den letzteren unterstützte das unabhängige Griechenland mit regulären Truppen und Freiwilligenverbänden, die am 21. Februar 1897 Kreta besetzten, was zum Türkisch-Griechischen Krieg führte. Auf dem Profitis Ilias, einem 122 Meter hohen Berg im Osten des Stadtgebiets von Chania, wurde 1897 als erstes die griechische Fahne aufgezogen. Er ist deshalb für die Kreter von herausragender nationaler Bedeutung. Der Krieg endete mit einem militärischen Sieg der Osmanen. Die griechischen Truppen unter Kronprinz Konstantin wurden sowohl auf Kreta als auch in Thessalien entscheidend geschlagen.

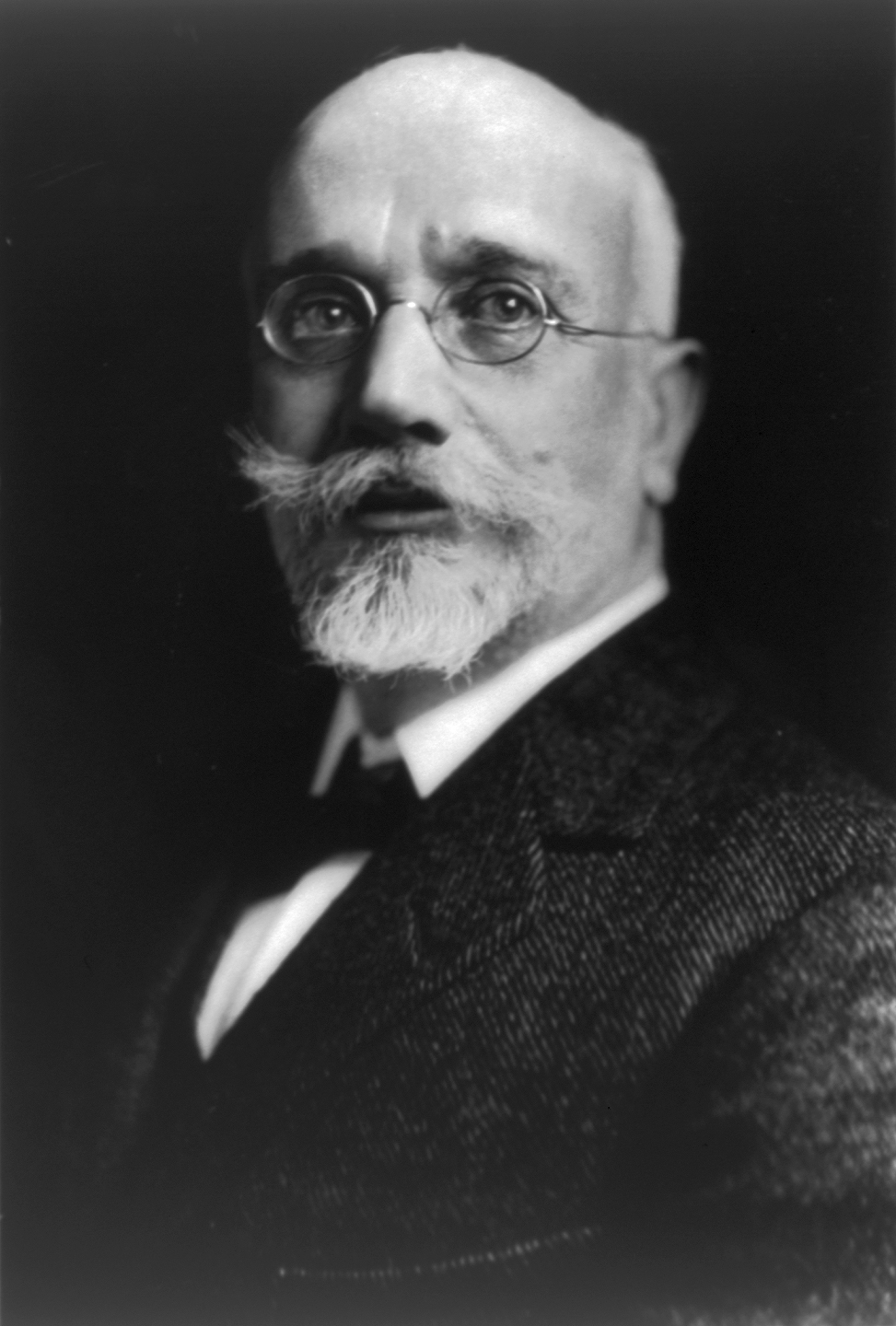
Eleftherios Venizelos

Trotzdem erhielt Kreta durch den Druck der europäischen Großmächte im Friedensvertrag vom 4. Dezember 1897 eine weitgehende Autonomie. Die Insel wurde darin zu einem internationalen Protektorat unter der Einsetzung Prinz Georgs von Griechenland als Hochkommissar erklärt. Bis zu dessen Regierungsantritt am 9. Dezember 1898 in der Hauptstadt Chania übernahm ein Exekutivkomitee kretischer Revolutionäre unter Eleftherios Venizelos die Verwaltung. Der 1864 im drei Kilometer südlich von Chania gelegenen Mournies geborene Anführer der kretischen Enosis hatte 1897 bei den Großmächten die Autonomie der Insel erreicht. Unter Prinz Georg war er bis 1901 Justizminister der ersten Regierung. Die kurze Teilselbständigkeit Kretas ab 1898 bescherte Chania den nominellen Hauptstadttitel eines unabhängigen Staates. Als Folge des Regierungssitzes ließen sich bis 1913 zahlreiche Diplomaten vor allem im Stadtteil Chalepa nieder. Die Neustadt folgte der Stadtplanung des neuen Stadtbauamts.

#### Griechische Zeit
Im Streit um die „nationale Frage“ entlassen, setzte sich Eleftherios Venizelos ab 1901 an die Spitze der Opposition, die immer offener eine Vereinigung Kretas mit dem griechischen Festland forderte. Durch einen Putsch wurde Prinz Georg 1905 gezwungen zurückzutreten, und 1908 wurde die Vereinigung der Insel mit Griechenland beschlossen, die aber erst durch den Londoner Vertrag von 1913 international anerkannt wurde. Eleftherios Venizelos wurde schon 1910 griechischer Premierminister und hisste gemeinsam mit König Konstantin 1913 die griechische Fahne über dem Fort Firkas am venezianischen Hafen von Chania. Heute ist die südlich an Chania angrenzende Gemeinde mit dem Hauptort Mournies nach ihm benannt, und östlich der geschlossenen Bebauung des Stadtgebiets, auf dem Profitis Ilias, befindet sich ein Denkmal für ihn und seinen Sohn Sofoklis Venizelos, dem griechischen Ministerpräsidenten von 1943 bis 1952. Beide sind dort auch bestattet.

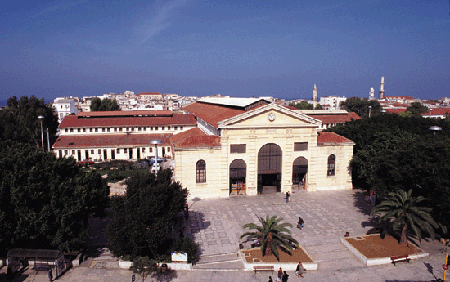
Klassizistische Markthalle

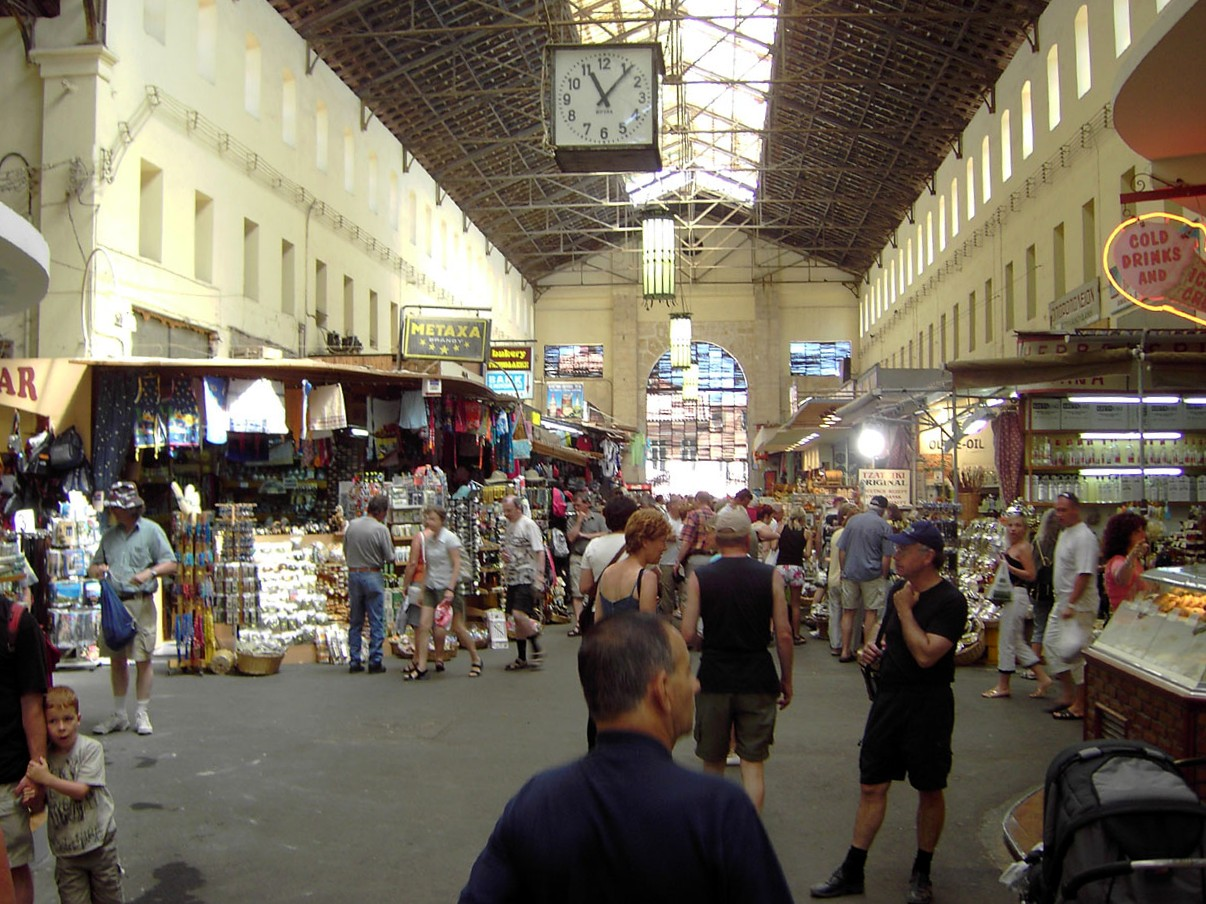
Markthalle (Innenansicht)

Chania blieb auch nach der Vereinigung mit Griechenland bis 1971 Sitz der Verwaltung Kretas. Schon in der Zeit der kretischen Unabhängigkeit ab 1898 florierte die Stadt. Nach dem Anschluss an Griechenland wurde in den Jahren 1911 bis 1913 die kreuzförmige klassizistische Markthalle (Agora) errichtet. Sie entstand nach französischem Vorbild der Markthalle in Marseille und wurde zu einem weiteren Wahrzeichen Chanias. Als Standort wurden Teile des Stadtgrabens und die alte Piatta-Forma-Bastion gewählt. Dem Bau der Halle fiel leider durch Abriss das venezianische Stadttor Porta-Retimiota zum Opfer. Die Stadtgestalt änderte sich auch dahingehend, dass die zu Moscheen umfunktionierten Kirchen wieder ihren ursprünglichen Zweck als christliche Gotteshäuser erhielten.
1920 wurde sogar, vor dem Hintergrund des Griechisch-Türkischen-Krieges 1919 bis 1922, das Minarett der Hassan-Pascha-Moschee im Hafen abgerissen. Durch den nach 1923 erfolgten Bevölkerungsaustausch zwischen Griechenland und der Türkei auf Grund des Vertrages von Lausanne, bei dem die verbliebenen Türken Kreta verließen, wurde das Gebäude als Moschee nicht mehr benötigt. Heute dient es Ausstellungszwecken. Nach dem verlorenen Krieg gegen die Türkei wurde Griechenland durch eine Volksabstimmung im April 1924 Republik. Eleftherios Venizelos war in der Folgezeit mehrfach Ministerpräsident, unter ihm wurde im Oktober 1930 der türkisch-griechische Freundschaftsvertrag abgeschlossen. In die Opposition gedrängt, musste er 1935 nach einem erfolglosen Aufstand auf Kreta gegen die Royalisten Griechenland verlassen. Das Land kehrte nach einer erneuten Volksabstimmung am 12. Oktober 1935 zur Monarchie zurück.
Das Anfang des Zweiten Weltkriegs formal neutrale Griechenland erwies sich durch die Annahme der britischen Garantie 1939, der Nichterneuerung des Paktes mit Italien von 1929 und der kriegswirtschaftlichen Unterstützung Großbritanniens faktisch als Verbündeter der Westmächte. Der Griechenland diktatorisch regierende General Metaxas lehnte am 28. Oktober 1940 ein nicht annehmbares italienisches Ultimatum zur Kapitulation ab und konnte die angreifenden italienischen Truppen bis hinter die albanische Grenze zurückdrängen. Die griechische Regierung bat nun Großbritannien um Unterstützung, dessen erste Vorauskommandos schon am 1. November 1940 vom ägyptischen Alexandria aus auf Kreta landeten.
Am 6. April 1941 griff das Deutsche Reich als Verbündeter Italiens in die Kampfhandlungen ein. Im Verlauf des Unternehmens Marita wurden die griechischen Verbände und das britische Expeditionskorps geschlagen und ganz Griechenland mit Ausnahme Kretas besetzt. Nach der Kapitulation am 21. April 1941 verließen die griechische Regierung unter dem neuen Ministerpräsidenten Emmanouil Tsouderos und König Georg II. am 23. April das Festland und versuchten, mit britischer Unterstützung von Kreta aus den Widerstand gegen die Achsenmächte fortzusetzen. Chania wurde dabei bis Mai 1941 Regierungssitz des unabhängigen Griechenland.

#### Deutsche Besatzungszeit

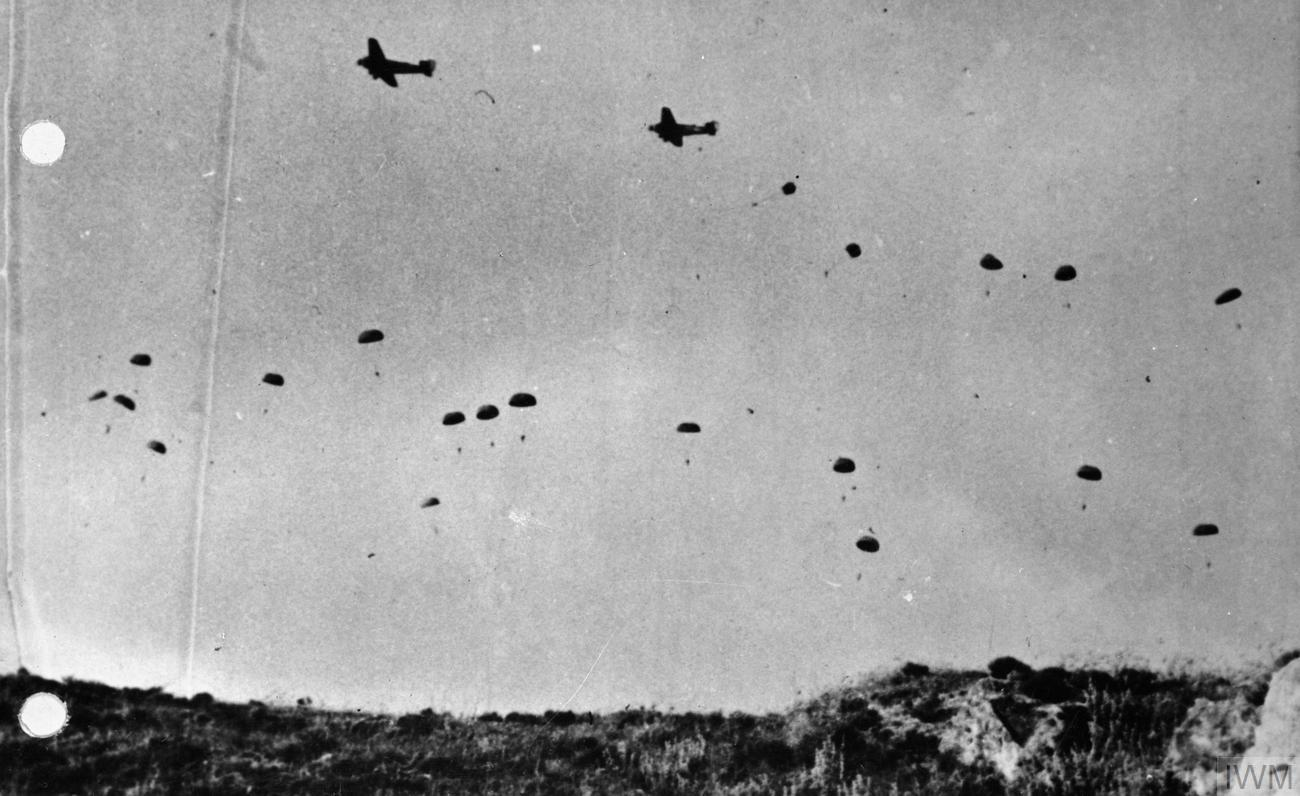
Deutscher Angriff auf Kreta

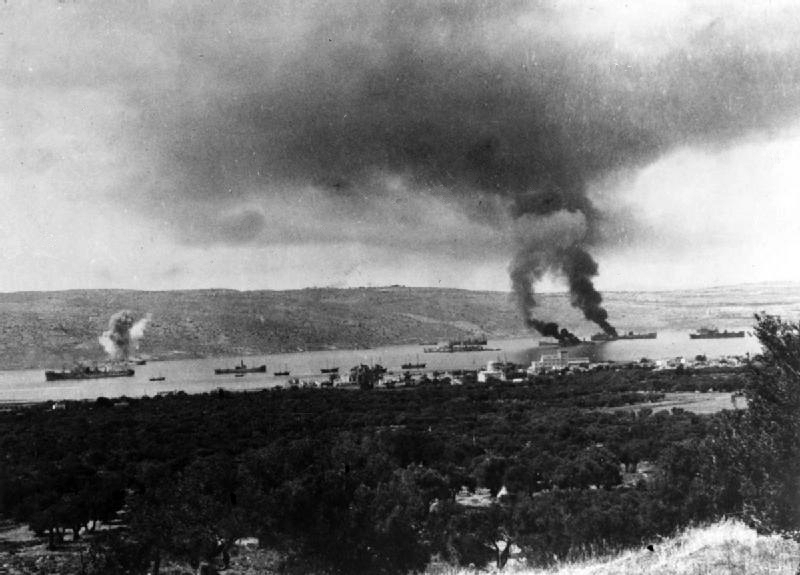
Kämpfe in der Souda-Bucht

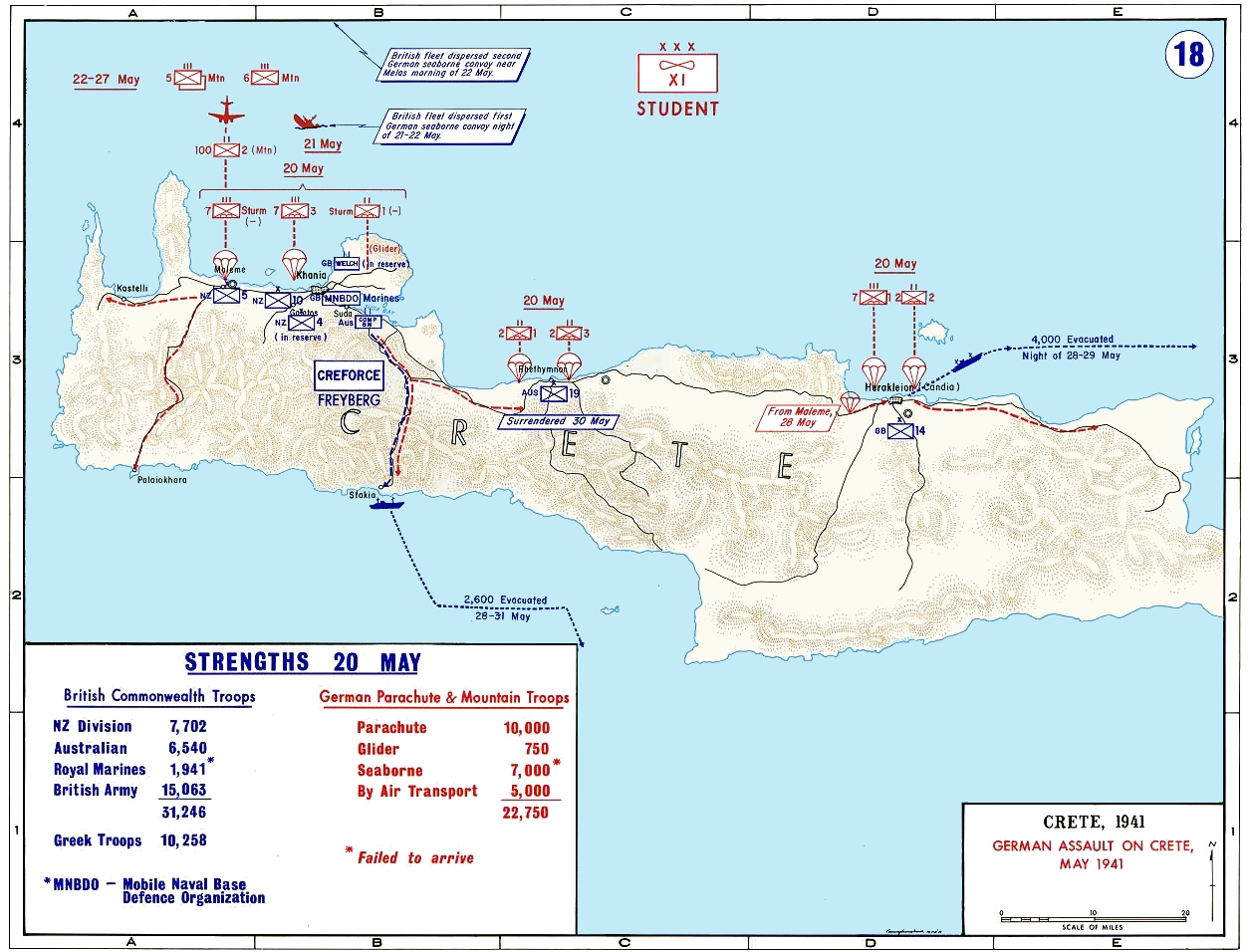
Deutsche Luftlandeoperation

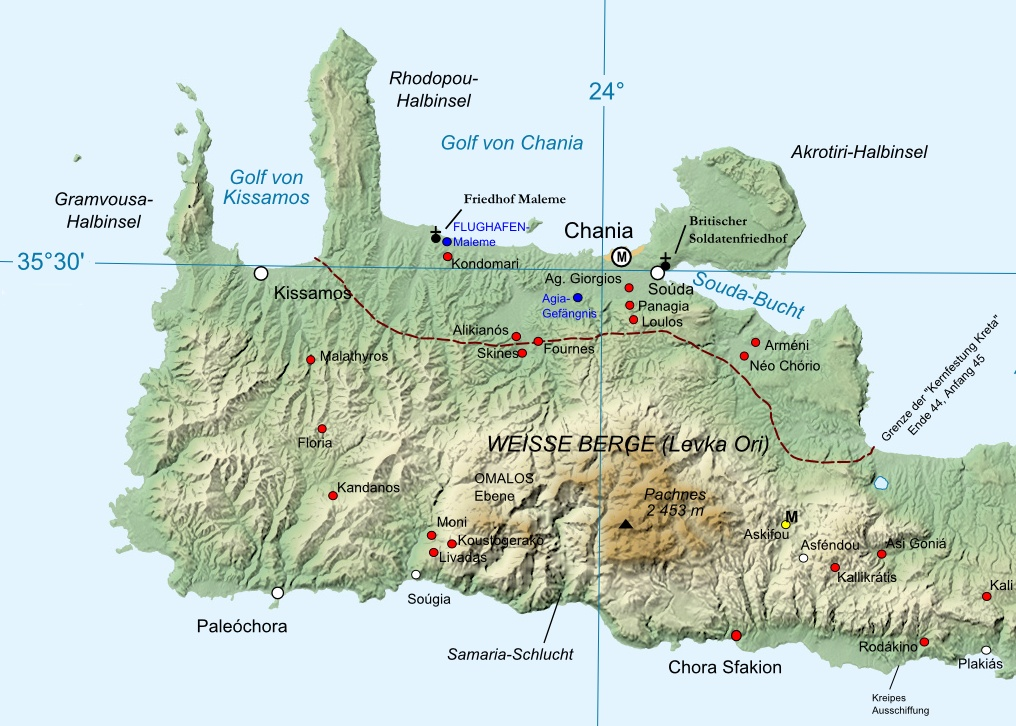
Rückzugsraum der deutschen Truppen auf Kreta (Ende 1944)

Am Dienstag dem 20. Mai gegen 07:15 Uhr begann die Luftlandeschlacht um Kreta, das unter der deutschen Bezeichnung Unternehmen Merkur bis dahin größte Luftlandeunternehmen der Geschichte. Die Kämpfe konzentrierten sich hauptsächlich auf das Gebiet um die damalige Hauptstadt Kretas. Bei ersten Angriffen deutscher Bomber wurde die Altstadt von Chania stark beschädigt. Schon am 22. Mai eroberten die deutschen Truppen das Flugfeld von Maleme 15 Kilometer westlich von Chania und konnten es am Folgetag zu einer brauchbaren Operationsbasis ausbauen.
Trotz starker Verluste der Invasoren (siehe Deutscher Soldatenfriedhof Maleme) hatten die personell überlegenen alliierten Verbände der Griechen, Briten, Australier und Neuseeländer der Luftüberlegenheit der deutschen Wehrmacht nichts Gleichwertiges entgegenzusetzen. Mit Ausweitung des Landekopfes bei Maleme fiel am 26. Mai die endgültige militärische Entscheidung zugunsten der deutschen Angreifer, und in der Nacht zum 27. Mai traf das britische Oberkommando den Entschluss, Kreta zu räumen. Noch am 27. Mai fiel die Hauptstadt Chania und am 28. Mai der Hafen in der Souda-Bucht in deutsche Hand. Am 29. Mai 1941 kapitulierte Rethymno.
Die alliierten Truppen zogen sich durch die Berge zur Südküste zurück, vor allem in den Raum Sfakia, von wo es gelang, fast 17.000 Mann britischer und Empiretruppen nach Ägypten auszuschiffen. Am 1. Juni 1941 hatten die letzten alliierten Verbände und mit ihnen die griechische Regierung, die von Chania aus durch die Samaria-Schlucht geflohen war, Kreta verlassen. Viele Griechen und Briten, die kein Evakuierungsschiff mehr erreicht hatten, verblieben hingegen auf der Insel und hielten sich oft mit Unterstützung der einheimischen Bevölkerung versteckt. Etwa 15.000 alliierte Soldaten gerieten bei der Luftlandeschlacht um Kreta in deutsche Kriegsgefangenschaft. Die Kriegsgefangenenlager befanden sich westlich von Chania in der Gegend um Galatas und bei Agii Apostoli.
Nach der vollständigen Einnahme der Insel wurde Kreta in zwei Besatzungszonen aufgeteilt. Während im äußersten Osten, etwa der Präfektur Lasithi entsprechend, italienische Truppen bis 1943 die Herrschaft ausübten, kam der größte Teil Kretas mit den zentralen Bereichen und dem Westen unter deutsche Militärverwaltung. Sie nahm ihren Sitz in der Villa Andromeda in Chania, einer 1870 erbauten neoklassizistischen Villa im Stadtteil Chalepa, etwa einen Kilometer vom Stadtzentrum entfernt, die zwischen 1897 und 1912 schon als deutsches Konsulat gedient hatte.

Besatzungszonen Griechenlands
Rot: Deutsches Reich, Blau: Königreich Italien, Grün: Königreich Bulgarien

Viele Einheimische ergaben sich jedoch nicht der Besatzungsmacht, sondern führten den Krieg aus dem Untergrund heraus, unterstützt durch den britischen Geheimdienst, als sogenannte Andarten (Partisanen) weiter. Im Herbst 1942 gründete sich aus ihnen die nationalliberal orientierte Widerstandsorganisation Ethnikis Organosis Kritis (EOK, „Nationale Organisation Kretas“). Im Laufe der Besatzungszeit nahmen die Auseinandersetzungen an Härte zu, weshalb von deutscher Seite zeitweise bis zu 50.000 Wehrmachtsangehörige auf der Insel stationiert wurden. Auf beiden Seiten blutig geführten Partisanenkämpfen folgten grausame Vergeltungsaktionen der deutschen Truppen an der Zivilbevölkerung, Kriegsverbrechen, bei denen unter anderem 40 Dörfer der Insel zerstört und deren Einwohner zu großen Teilen umgebracht wurden.
Auch nicht den Andarten zugerechnete Einwohner Kretas wurden Opfer deutscher Verbrechen während der Besatzungszeit. Am 29. Mai 1944 umstellten Einheiten unter dem Befehl des deutschen Kommandanten der „Festung Kreta“, General Bruno Bräuer, das jüdische Viertel Evraiki der Stadt Chania. Flüchtende Einwohner wurden erschossen. Fast 300 Juden wurden zunächst in das Gefängnis „Agia“ gebracht und sollten Anfang Juni mit dem Transportschiff Tanais in deutsche Konzentrationslager deportiert werden. Die Tanais wurde auf der Überfahrt von einem britischen U-Boot torpediert und sank. Fast alle jüdischen Gefangenen, wie auch etwa 600 griechische und italienische Gefangene, kamen dabei um. Nur vier der jüdischen Einwohner Chanias sollen überlebt haben.
Chania blieb bis zum 23. Mai 1945 von deutschen Truppen besetzt. Im Herbst 1944 zogen sie sich mit etwa 12.000 Soldaten auf die „Kernfestung Westkreta“, das Gebiet um Chania, zurück und unternahmen von dort aus bis zum Juni 1945 noch einzelne Einsätze gegen kretische Partisanen. Nach der Kapitulation der deutschen Armee sollte die „Kernfestung“ von britischen Truppen übernommen werden. Diese befanden sich bald nach ihrer Ankunft auf der Insel im Kampf gegen die kommunistisch geführte Griechische Volksbefreiungsarmee (gr. Ellinikos / Ethnikos Laikos Apelevtherotikos Stratos, ELAS), dem militärischen Flügel der Nationalen Befreiungsfront (gr. Ethniko Apelevtherotiko Metopo, ΕΑΜ). Sie beließen den Deutschen die Waffen, damit diese nicht den Kretern in die Hände fallen sollten, und ließen sich sogar von deutschen Panzerwagen Geleitschutz geben.
Die Kreter betrachteten diese Wendung ihrer vorherigen Verbündeten als Verrat. So ging der Kampf gegen die deutschen Truppen auf Kreta nahtlos in den Bürgerkrieg über, der zwischen der griechischen Regierung, den Briten und national gesinnten Kräften auf der einen und Linksliberalen, Sozialisten und Kommunisten der ELAS auf der anderen Seite geführt wurde. Der Bürgerkrieg suchte allerdings Kreta in weit geringerem Maße heim als das griechische Festland. Traditionell war ein Großteil der Kreter antimonarchistisch eingestellt, sodass die von den Briten mit militärischem Nachdruck unterstützte Rückkehr von König Georg II. auch außerhalb der EAM keine breite Unterstützung fand. Die Auseinandersetzungen betrafen unter anderem Verrats- und Kollaborationsvorwürfe. Die von der nationalen Führung der EAM angeordnete Revolte konnte auf Kreta nicht durchgeführt werden. Im April 1947 versuchten die Kommunisten erneut einen Aufstand. Die von Giannis Podias organisierte Demokratische Armee Kretas wurde aber innerhalb weniger Monate entwaffnet, ihr Anführer Podias wurde am 2. Juli 1947 erschossen.

#### Nachkriegszeit
Der Wiederaufbau nach Zweitem Weltkrieg und Bürgerkrieg führte zu einer regen Bautätigkeit in Chania. Dies betraf vor allem die Altstadt, die durch die deutschen Bombenangriffe 1941 zu etwa einem Drittel zerstört war. Im Jahr 1965 wurde die gesamte Altstadt innerhalb der alten Festungsmauern unter Denkmalschutz gestellt. Die ausufernde Zersiedelung des Umlandes der Stadt konnte dadurch jedoch nicht verhindert werden.
Auf der benachbarten Halbinsel Akrotiri wurden eine Raketenabschussbasis der NATO eingerichtet und weite militärische Sperrgebiete ausgewiesen, die bis heute den Unwillen der Bevölkerung hervorrufen.

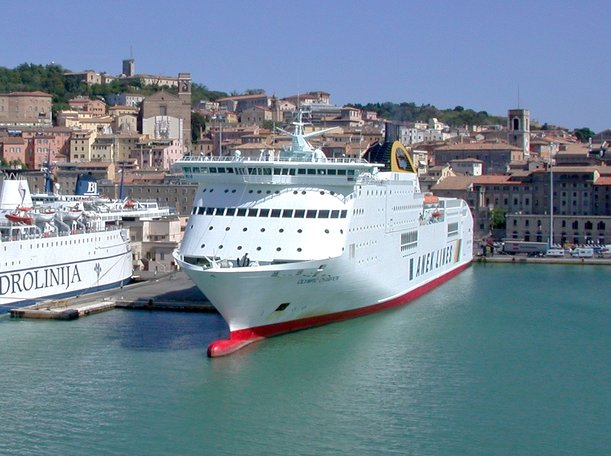
Fähre der ANEK Lines

Der Untergang der Fähre Iraklion auf der Fahrt von Piräus nach Chania am 8. Dezember 1966 mit 241 Todesopfern veranlasste den populären Erzbischof von Kastelli-Kissamos, Irineos, die Initiative zur Gründung einer „kretischen“ Schifffahrtslinie zu ergreifen. Durch Ausgabe von Volksaktien wurden die ANEK Lines mit Sitz in Chania gegründet. Der große Erfolg dieses Unternehmens, das zunächst den Fährbetrieb von Chania und Iraklio aufnahm und seit 1989 auch internationale Linien zwischen Italien und Griechenland bedient sowie zahlreiche Beteiligungen und Tochtergesellschaften erworben hat, stärkte nicht nur das Selbstbewusstsein der Kreter (nicht zufällig wurden 1972 in Iraklio nach ähnlichem Konzept die Minoan Lines gegründet), sondern sichert auch schnelle Transportwege für den Vertrieb der in Westkreta erzeugten Nahrungsmittel.
Im Jahre 1971 verlor Chania den Status der „Hauptstadt Kretas“, den es seit 1898 innehatte, an das weit größere Iraklio. Als Zeugnis der Hauptstadt-Epoche sind etliche neoklassizistische Botschafts- und Diplomatenvillen im Stadtteil Chalepa erhalten.
Anlässlich des 50. Jahrestages der Schlacht um Kreta traf 1991 der deutsche Bundeskanzler Helmut Kohl den griechischen Ministerpräsidenten Konstantinos Mitsotakis in dessen Heimatstadt Chania. Aus diesem Anlass wurden Forderungen nach ausstehenden deutschen Reparationsleistungen laut, die jedoch von der griechischen Regierung nicht unterstützt wurden.

### Einwohnerentwicklung
Chania hat seit dem Ende der Fremdherrschaft ein in Schüben verlaufendes starkes Bevölkerungswachstum zu verzeichnen. In der Zeit nach dem Zweiten Weltkrieg war eine wesentliche Ursache die Landflucht, die auf ganz Kreta zu einer Abwanderung aus überwiegend landwirtschaftlichen Gebieten in die Zentren an der Küste führte. Diese durch die touristische Entwicklung verstärkte und mit reger, teilweise „wilder“ Bautätigkeit verbundene Zunahme der Population führte nicht nur zu einer erheblichen Verdichtung der Bevölkerung im eigentlichen Stadtgebiet, sondern auch zu einer Verstädterung und Zersiedelung des Umlandes.
| Bevölkerungsentwicklung – Stadt Chania und städtisches Umland Einwohnerzahlen |                                         |                    |                    |                    |                                                                                  |                                                                                  |                                                                                  |                                                                                  |                        |                        |
| Jahr                                                                          | 1881                                    | 1900               | 1928               | 1940               | 1951                                                                             | 1961                                                                             | 1971                                                                             | 1981                                                                             | 1991                   | 2001                   |
| Stadt Chania                                                                  | 13.000 (Christen: 3.500 Moslems: 9.500) | 20.000             | 26.000             | 29.000             |                                                                                  | 38.467                                                                           |                                                                                  | 47.451                                                                           | 50.077                 | 53.377                 |
| Quellen:                                                                      | Webseite: crete.gr                      | Webseite: crete.gr | Webseite: crete.gr | Webseite: crete.gr | Grieben: Griech. Inseln, 1966                                                    | Grieben: Griech. Inseln, 1966                                                    | Greek Travel Pages                                                               | Greek Travel Pages                                                               | Statist. Jahrbuch 2006 | Statist. Jahrbuch 2006 |
| Chania mit städtischem Umland                                                 |                                         |                    |                    |                    | 37.788                                                                           | 49.058                                                                           | 53.026                                                                           |                                                                                  |                        |                        |
| Quelle:                                                                       |                                         |                    |                    |                    | R. Clogg: Geschichte Griechenlands im 19. und 20. Jahrhundert, Köln 1997, S. 294 | R. Clogg: Geschichte Griechenlands im 19. und 20. Jahrhundert, Köln 1997, S. 294 | R. Clogg: Geschichte Griechenlands im 19. und 20. Jahrhundert, Köln 1997, S. 294 | R. Clogg: Geschichte Griechenlands im 19. und 20. Jahrhundert, Köln 1997, S. 294 |                        |                        |

## Politik

### Parteien
Politisch sehen sich die Chanioten als Erben des noch immer hochverehrten Eleftherios Venizelos mehrheitlich der linken Mitte verbunden. Besonders deutlich kam das antimonarchistische Erbe Venizelos’ bei dem Referendum 1974 zum Ausdruck, als hier nur eine verschwindend kleine Minderheit von 7,30 % für die Beibehaltung der Monarchie votierte; von den 56 Stimmbezirken Griechenlands fand sich nur im benachbarten Rethymno mit 5,9 % ein noch geringerer Anteil an Monarchisten.
Der aus Chania stammende Neffe von Venizelos, Konstantinos Mitsotakis dessen Vater und Großvater bereits Abgeordnete waren, wurde erstmals 1946 als Abgeordneter des Wahlkreises Chania ins Parlament gewählt. Er konnte sich bis 1981 noch bei zehn weiteren Wahlen seine Wiederwahl sichern, mit Hilfe des gerade auf Kreta noch verbreiteten Patronage- und Klientelsystems auch nachdem er sich 1965 dem konservativen Lager zugewandt hatte, als „Abtrünniger“ (griechisch αποστάτης) bezeichnet wurde und für wenig geliebte Parteien antrat. Nachdem er jedoch die Parteiführung der konservativen Nea Dimokratia übernommen hatte, konnte er sich in Chania keiner Mehrheit mehr gewiss sein; er kandidierte deshalb ab 1985 in Thessaloniki und Athen.
Seit 1974 erzielte die sozialistische PASOK – wie in ganz Kreta – in allen Parlamentswahlen den größten Stimmenanteil, auf der Ebene des Präfekturbezirks deutlicher als in der Stadt Chania. Dennoch gewann bei den Wahlen 2007 erstmals die konservative Nea Dimokratia (ND) mehr Mandate als die PASOK. Der Wahlkreis wird durch die Abgeordneten Manolis Skoulakis (PASOK), Manousos Voulidakis (ND), Christos Markogiannakis (ND) und Stylianos Nikiforakis (ND) vertreten.
| Parlamentswahlen 1996–2007                                            |                                                                       |                                                                       |                                                                       |                                                                       |                                                                       |                                               |                                               |                                               |                                               |                                               |
| Präfektur Chania Sitze im Parlament und Anteil an abgegebenen Stimmen | Präfektur Chania Sitze im Parlament und Anteil an abgegebenen Stimmen | Präfektur Chania Sitze im Parlament und Anteil an abgegebenen Stimmen | Präfektur Chania Sitze im Parlament und Anteil an abgegebenen Stimmen | Präfektur Chania Sitze im Parlament und Anteil an abgegebenen Stimmen | Präfektur Chania Sitze im Parlament und Anteil an abgegebenen Stimmen | Gemeinde Chania Anteil an abgegebenen Stimmen | Gemeinde Chania Anteil an abgegebenen Stimmen | Gemeinde Chania Anteil an abgegebenen Stimmen | Gemeinde Chania Anteil an abgegebenen Stimmen | Gemeinde Chania Anteil an abgegebenen Stimmen |
|                                                                       | Jahr                                                                  | 1996                                                                  | 2000                                                                  | 2004                                                                  | 2007                                                                  | Jahr                                          | 1996                                          | 2000                                          | 2004                                          | 2007                                          |
| PASOK                                                                 | Sitze Stimmenanteil                                                   | 3 51,9 %                                                              | 3 52,3 %                                                              | 2 48,7 %                                                              | 1 44,5 %                                                              |                                               | 46,3 %                                        | 49,3 %                                        | 45,5 %                                        | 41,2 %                                        |
| Nea Dimokratia                                                        | Sitze Stimmenanteil                                                   | 2 31,7 %                                                              | 2 34,9 %                                                              | 2 39,3 %                                                              | 3 38,5 %                                                              |                                               | 33,5 %                                        | 36,1 %                                        | 40,0 %                                        | 37,9 %                                        |
| KKE                                                                   | Sitze Stimmenanteil                                                   | – 5,0 %                                                               | – 5,0 %                                                               | – 4,8 %                                                               | – 6,3 %                                                               |                                               | 5,0 %                                         | 4,8 %                                         | 4,8 %                                         | 6,4 %                                         |
| Synaspismos / SYRIZA                                                  | Sitze Stimmenanteil                                                   | – 4,5 %                                                               | – 3,1 %                                                               | – 3,3 %                                                               | – 8,0 %                                                               |                                               | 6,8 %                                         | 4,5 %                                         | 5,1 %                                         | 7,5 %                                         |
| LAOS                                                                  | Sitze Stimmenanteil                                                   |                                                                       |                                                                       | – 1,0 %                                                               | – 2,6 %                                                               |                                               |                                               |                                               | 1,2 %                                         | 3,1 %                                         |
| DIKKI                                                                 | Sitze Stimmenanteil                                                   | – 3,0 %                                                               | – 2,9 %                                                               | – 1,4 %                                                               |                                                                       |                                               | 3,9 %                                         | 2,9 %                                         | 1,6 %                                         |                                               |

Quelle: Angaben des griechischen Innenministeriums

### Bürgermeister
- Kiriakos Virvidakis (* 1948 in Chania), Medizinprofessor, Sportler und Sportfunktionär[47] wurde im Oktober 2002 zum Bürgermeister der Stadt Chania gewählt. Er ist Mitglied der liberal-konservativen Partei Nea Dimokratia (gr. Νέα Δημοκρατία, „Neue Demokratie“).[48]
- Panagiotis Simandirakis (* 1982 in Kera Kissamos), Bürgermeister seit 2019, Wiederwahl 2023[49]

## Kultur und Sehenswürdigkeiten

### Kirchen

#### Ekklisia tis Trimartyris
Die griechisch-orthodoxe Hauptkirche von Chania, die „Kathedrale der drei Märtyrer“ (Εκκλησία της Τριμάρτυρης), steht an der Platia Athinagora im Viertel Splantzia mit dem Haupteingang zur Straße Odos Chalidon, der Grenze zum Evraiki-Viertel. Das Gotteshaus, eine dreischiffige Basilika mit erhöhtem mittleren Kirchenschiff, wurde auf den Fundamenten einer älteren zweischiffigen Kirche errichtet, die während der osmanischen Zeit in eine Seifenfabrik umgewandelt war. Der Besitzer der Fabrik, der wohlhabende türkische Kaufmann Mustafa Pascha Giritli, schenkte das Gebäude den Christen von Chania bei seinem Amtsantritt als Großwesir (Ministerpräsident) des Osmanischen Reiches.
Die 1860 geweihte Kirche wurde während des Türkisch-Griechischen Krieges im Jahre 1897 schwer beschädigt und mit finanzieller Hilfe des russischen Zaren Nikolaus II. wieder aufgebaut. Die Architektur des Kirchenbaus weist venezianische Einflüsse auf, was an Portalen, Giebeln und Gesimsen zum Ausdruck kommt. An der Nordwestseite besitzt die Kathedrale einen dreistöckigen Glockenturm. Die beiden Seitenschiffe sind von Kreuzkuppeln überdacht. Im Innenbereich, an der östlichen Innenwand, befinden sich mehrere große Wandmalereien der Künstler G. Kaliterakis, G. Stavrakis, E. Tripolitakis und D. Kokotsis.

#### Agios Nikolaos
Die um 1320 als San Nicolò erbaute, heute griechisch-orthodoxe Kirche an der Platia 1821 gehörte ursprünglich zum Agios-Nikolaos-Kloster, einem Dominikanerkloster aus dem 13. Jahrhundert. Der osmanische Herrscher Sultan Ibrahim wandelte den venezianischen Bau in eine Moschee um und gab ihm seinen Namen.
Auch nach der Rückbenennung der Ibrahim-Moschee in Agios-Nikolaos-Kirche behielt die Kirche das Minarett der Moschee an Stelle des rechten Glockenturmes bei, was ihr in Verbindung mit dem linksseitigen und 1950 modern angebauten Campanile ein kurioses Aussehen verleiht. Die Fassade zeigt einen klassizistisch-neobyzantinischen Stil. Im Inneren ist ein gotischer Chor erhalten. Ansonsten bietet der Innenraum der Sankt-Nikolaus-Kirche eine Mischung verschiedener Baustile, von toskanischen und ionischen Säulenordnungen bis zur klassizistischen Kassettendecke.

#### Agii Anargyri
Die an der Straße Nikiforou Epskopou gelegene Kirche aus dem 16. Jahrhundert war in osmanischer Zeit das einzige geöffnete orthodoxe Gotteshaus innerhalb der Stadtmauern.

#### San Rocco
Die dem Heiligen Rochus geweihte kleine venezianische Kirche im Renaissance-Stil befindet sich an der Platia 1821, Ecke Daskalogianni. Die Einraumkapelle wurde laut einer Inschrift im Jahr 1630 fertiggestellt. 2021 wurde eine Sanierung begonnen.

#### Kathedrale Mariä Aufnahme in den Himmel
Die römisch-katholische Kathedralkirche Kathedrale Mariä Aufnahme in den Himmel des Bistums Kreta in Chania wurde als dreischiffige Basilika mit neoklassischen und Renaissance-Merkmalen erbaut und 1879 eingeweiht. Die Kirche steht unter der Verwaltung des Kapuzinerordens und ist die derzeitige römisch-katholische Pfarrkirche in Chania.

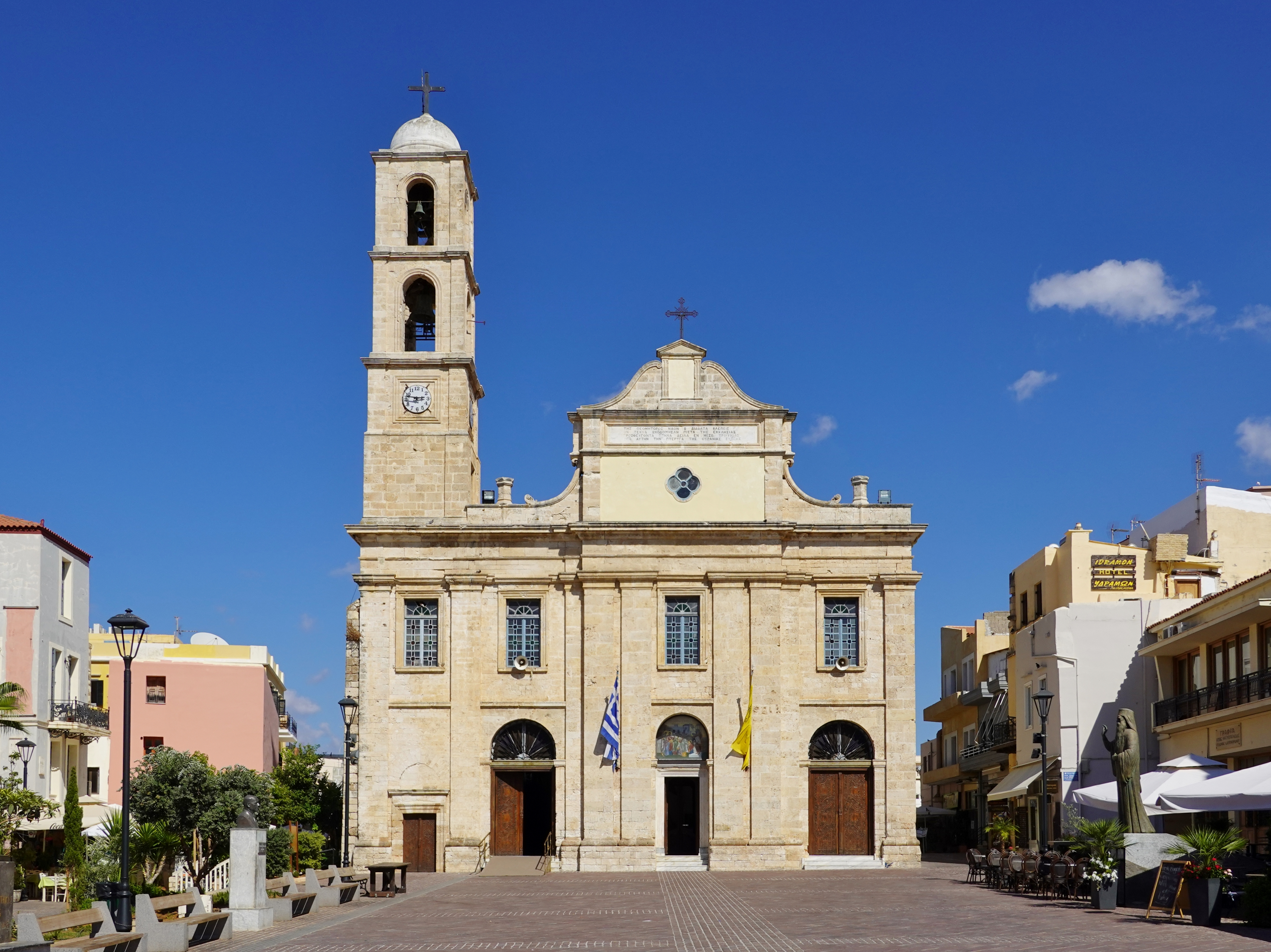
Kathedrale der drei Märtyrer
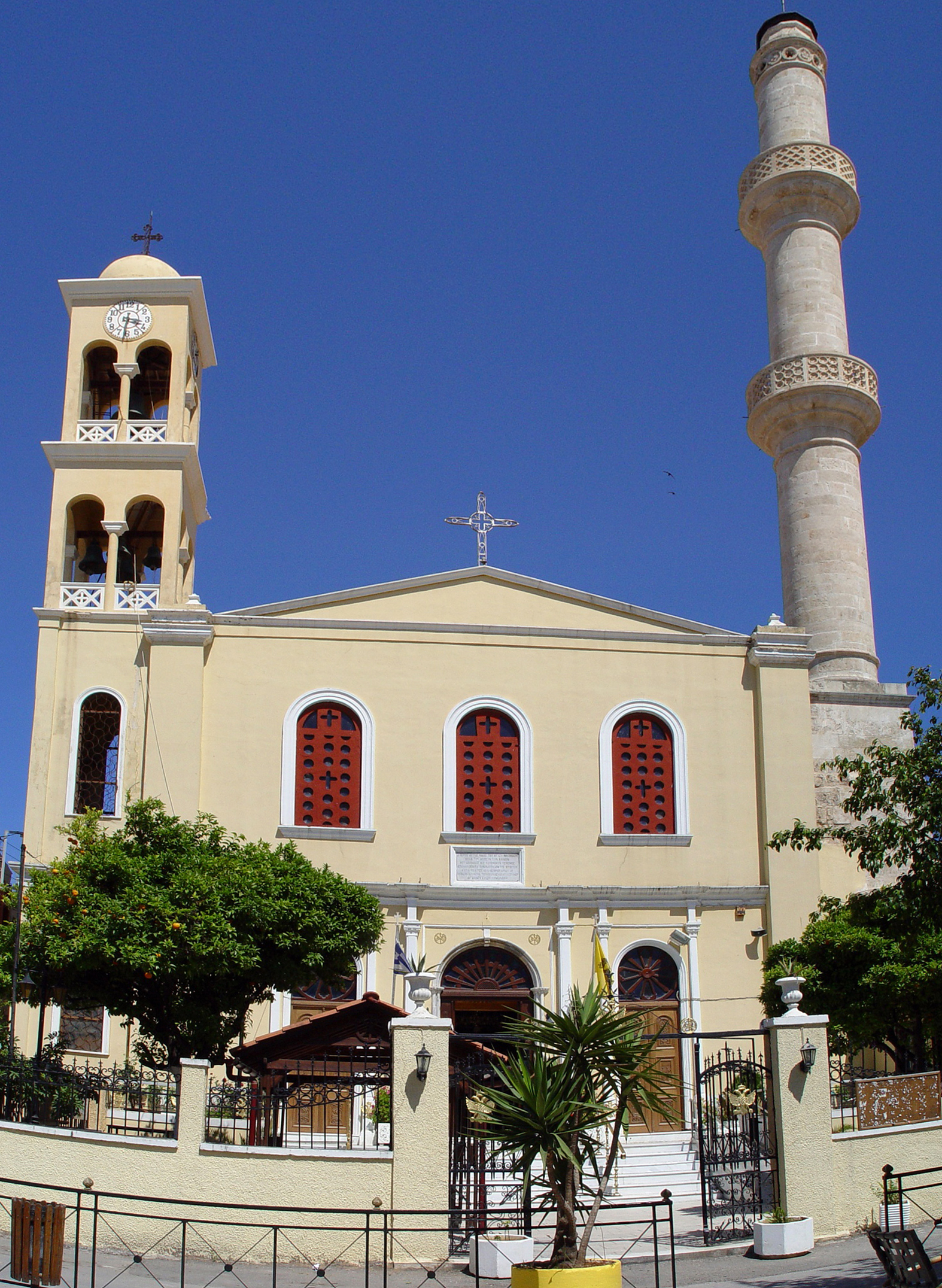
Sankt-Nikolaus-Kirche
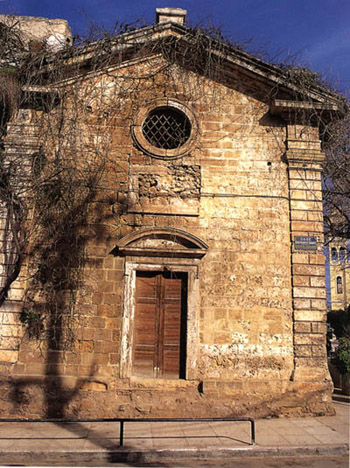
San Rocco
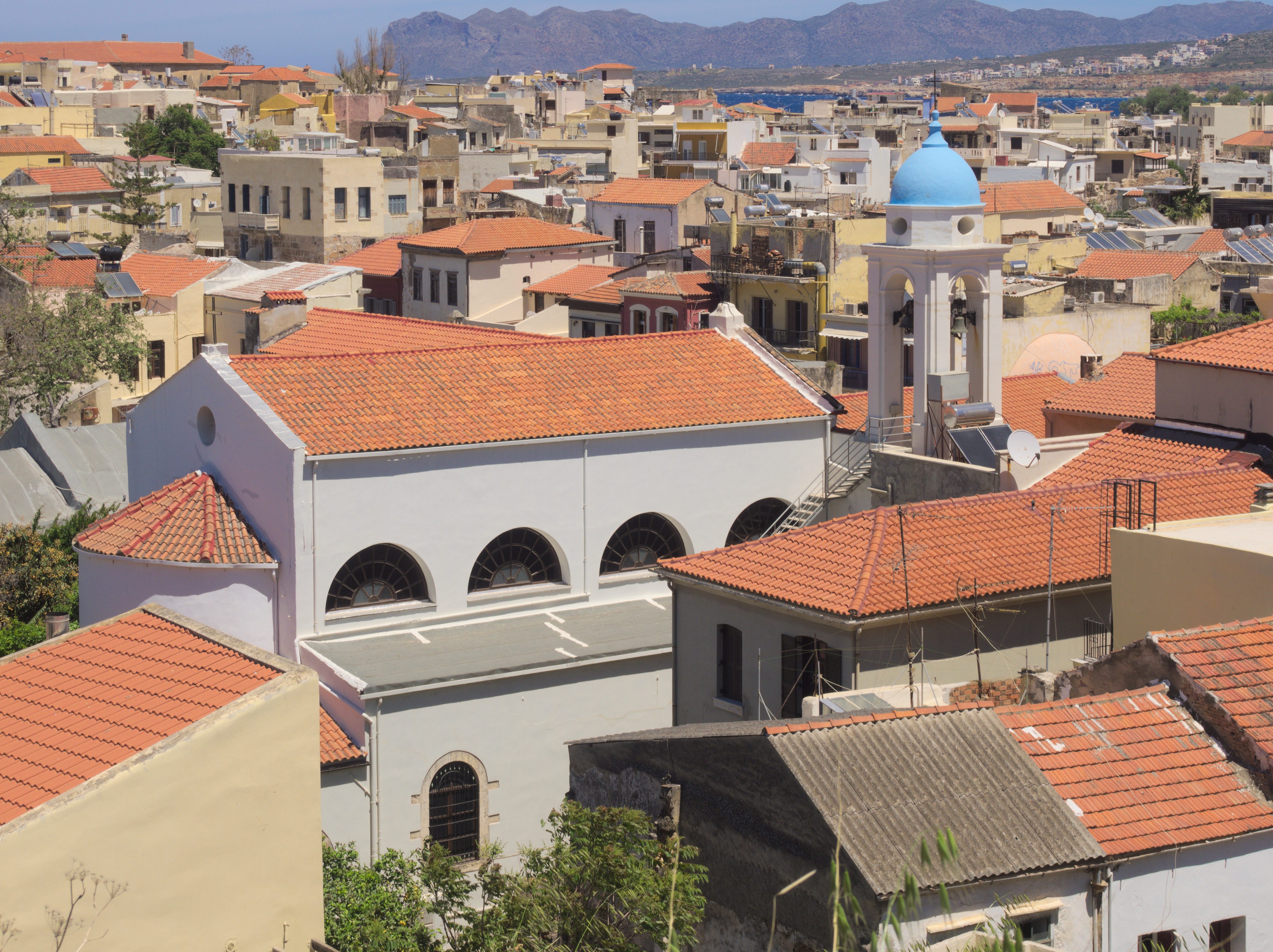
Kathedrale Mariä Aufnahme in den Himmel

### Museen

#### Archäologisches Museum
Das Archäologische Museum von Chania präsentiert seit 1962 in der ehemaligen katholischen Klosterkirche des Franziskanerordens San Francesco in der Straße Chalidon 21 Fundstücke Westkretas verschiedener Epochen aus Ur- und Frühgeschichte der Insel. Der dreischiffige gotische Bau der Hallenkirche stammt aus den Jahren 1606 bis 1617 und wurde während der osmanischen Zeit als Jusuf Pascha Moschee in gotischem Stil um etwa ein Drittel erweitert.
Die Exponate des Museums sind chronologisch gegliedert. In der ersten Abteilung (3. und 2. Jahrtausend v. Chr.) sind neolithische Keramik, minoische Steinvasen, Gemmen, Keramik, Schriftrelikte auf gehärtetem Ton in Linearschrift A und B, Tonsarkophage und minoischer Goldschmuck ausgestellt. Die zweite Abteilung bieten einen Überblick über die Besiedlung des Westens der Insel von der geometrischen über die klassische griechische bis zur römischen Epoche. Diese Zeitspanne wird durch griechische und römische Skulpturen, hellenistischen Goldschmuck, Glas aus hellenistischer und römischer Zeit, Terrakotten, Tongefäße und römische Marmorporträts und Statuen dokumentiert. Besonders interessant sind einige römische Bodenmosaiken aus Chania (3. Jahrhundert n. Chr.), die mythologische Szenen darstellen.

#### Neues archäologisches Museum
Nach mehrjähriger Bauzeit wurde das vom Architekten Theofanis Bobotis geplante neue archäologische Museum im Stadtteil Chalepa einige Kilometer östlich der Altstadt eröffnet. Das neue Gebäude belegt eine Fläche von mehr als 5500 Quadratmetern und wird neben einer ständigen Ausstellung, einen Lesesaal, ein Amphitheater, Labore und ein Lager enthalten.

#### Byzantinische und nachbyzantinische Sammlung (Byzantinisches Museum)
Die byzantinische und nachbyzantinische Sammlung besteht aus archäologischen Fundstücken der Präfektur Chania aus der Zeit der frühchristlichen Jahre bis zur osmanischen Herrschaft. Sie befindet sich in einem ehemaligen Kloster an der Straße Theotokopoulou 82 westlich der Hafeneinfahrt, innerhalb der alten venezianischen Stadtbefestigung des Fort Firkas. Repräsentative Schaustücke der Sammlung sind in einem kleinen Museum ausgestellt, das sich in der restaurierten venezianisch-gotischen Kirche San Salvatore aus dem 16. Jahrhundert befindet. In chronologischer Reihenfolge werden Mosaike, Inschriften, Wandmalereien, Bilder, architektonische Meißelarbeiten, Keramiken und Kleinkunst sowie Münzen gezeigt.

#### Schifffahrtsmuseum (Nautisches Museum)
Das an einem Eingang des ehemals venezianischen Fort Firkas westlich des Hafens an der Akti Koundourioti gelegene Schifffahrtsmuseum dokumentiert anhand von Schiffsmodellen, verschiedenen Instrumenten und Schiffsarmaturen, Dokumenten zur Seekriegsführung von der Antike bis zur Gegenwart, Bildern, Fotografien und auf dem Meeresgrund entdeckten Objekten die verschiedenen Epochen des griechischen Schiffbaus. Zu den Exponaten gehört die Minoa, eine seetüchtige Rekonstruktion eines minoischen Schiffs der Bronzezeit. Weiterhin sind in dem 1973 gegründeten Museum Modelle des venezianischen Stadtensembles und einzelner Bauten, wie die noch heute zu sehenden Werften. Andere Abteilungen zeigen die Rolle Chanias während der Autonomie Kretas und der Angliederung an Griechenland 1913 sowie Ausstellungsstücke aus der Zeit der deutschen Eroberung und Besatzung der Insel 1941 bis 1945.
Die Firkas Bastion wurde von den venezianischen und osmanischen Herrschern und auch von den deutschen Besatzern im Zweiten Weltkrieg als Gefängnis genutzt. Auf der Bastion hissten 1913 zur Vereinigung Kretas mit Griechenland Eleftherios Venizelos und König Konstantin die griechische Flagge.

#### Volkskundemuseum
Das Volkskundemuseum wurde in der ehemaligen katholischen Kirche der Stadt Chania in der Straße Chalidon 46b eingerichtet.

#### Historisches Museum
Das Historische Museum der Stadt Chania ist gemeinsam mit dem Historischen Archiv von Kreta in einer neoklassizistischen Villa aus der Zeit um 1900 in der Straße I. Sfakianaki 20 neben dem Stadtpark untergebracht. Neben Ausstellungsstücken über Eleftherios Venizelos im Erdgeschoss werden Gemälde, Waffen und Fahnen über und aus dem griechischen Freiheitskampf gegen die Türkenherrschaft und die deutsche Wehrmacht gezeigt. Eingestreut sind einige Alltagsgegenstände. Die Museumsräume werden für Archivarbeiten genutzt, zugänglich ist nur ein Ausstellungsraum über Venizelos im Erdgeschoss.

#### Kriegsmuseum
Das Kriegsmuseum befindet sich in der Nähe des Historischen Museums am Zusammentreffen der Straßen I. Sfakianaki und Tzanakaki nahe dem Stadtgarten. Es ist eine Außenstelle des Kriegsmuseums in Athen. In dem 1870 als Kaserne errichteten Gebäude des Museums, entworfen von dem italienischen Architekten Makouzo, sind seltenes fotografisches Material sowie zahlreiche Waffen und andere Gegenstände aus den Kämpfen gegen die Türken und die deutsche Besatzungsmacht während des Zweiten Weltkriegs ausgestellt. Das Museum ist zurzeit längerfristig geschlossen.

### Bauwerke

#### Agora

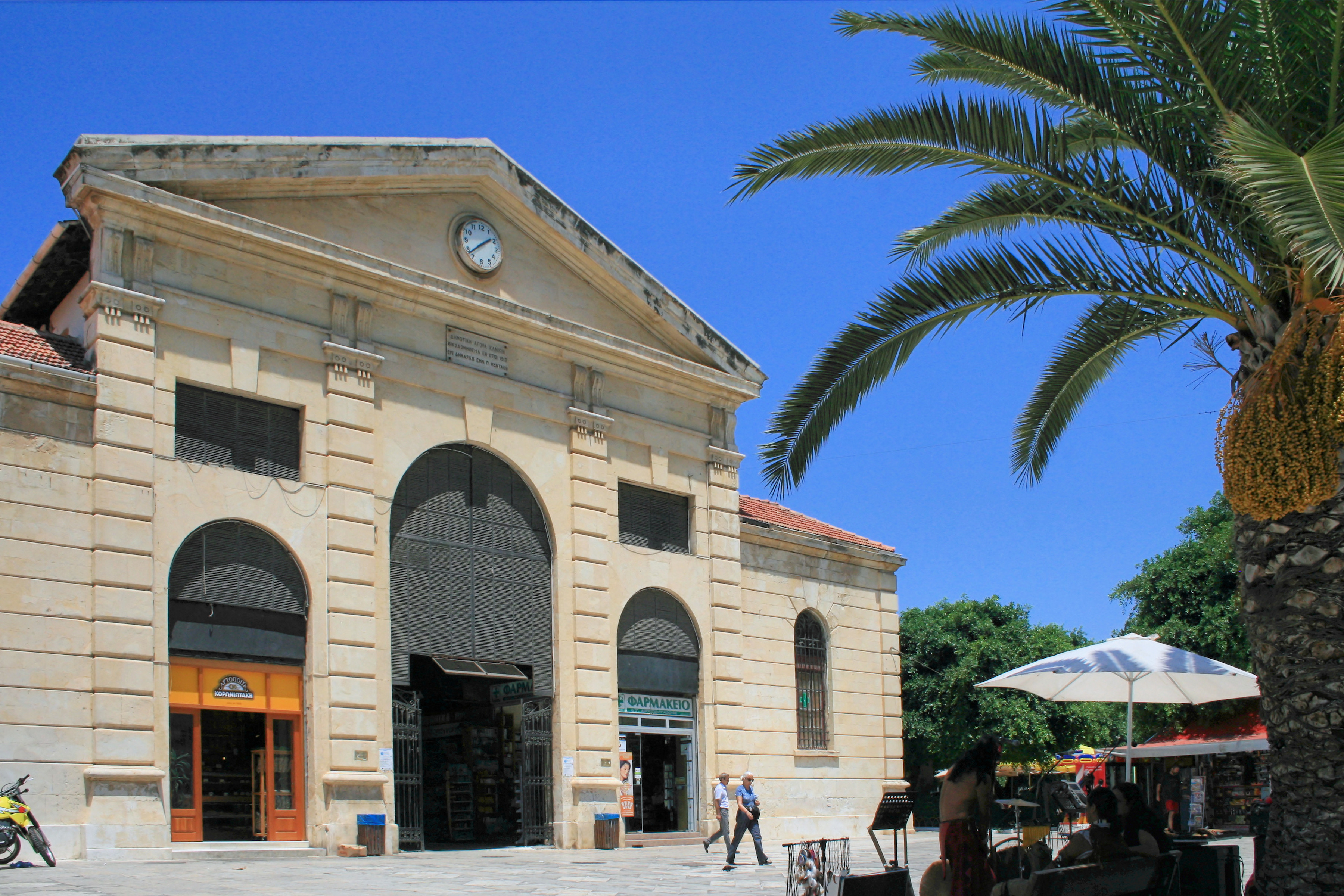
Markthalle

Die Markthalle von Chania (Agora, gr. Αγορά „Marktplatz“), ein kreuzförmiges neoklassizistisches Gebäude an der Platia Sofokli Venizelou, stammt aus den Jahren 1911 bis 1913. Der Bau aus Gusseisen mit offenem Dachstuhl wurde nach dem Vorbild der Markthalle in Marseille konzipiert.

#### Etz Hayyim Synagoge
Seit dem Mittelalter hatte Chania zwei Synagogen: Beth Shalom und Etz Hayyim. Erstere wurde bei den Bombenangriffen im Mai 1941 zerstört, die Etz Hayyim Synagoge war nach der Deportation der Juden von Chania am 20. Mai 1944 zunächst von deutschen Soldaten geplündert, später an Griechen übergeben worden, die Teile des Gebäudes zerstörten und Umbauten vornahmen. In der Nachkriegszeit verfiel das Gebäude. Ein Erdbeben im Jahr 1995, bei dem Teile der Decke zerstört wurden, richtete weitere Schäden an. Mit Unterstützung des Jewish Heritage Program in New York und des Zentralrats der Jüdischen Gemeinden Griechenlands wurde die Synagoge ab 1996 restauriert und 1999 wieder eröffnet.
Die Etz Hayyim Synagoge steht in der Parodos Kondylaki, einer von der Kondylaki-Straße abgehenden Sackgasse im ehemals jüdischen Viertel Chanias Evraiki. Sie umfasst neben dem eigentlichen Synagogenraum ein Steinbassin (Mihkve), das Frauen zur Reinwaschung nutzten, einen Garten mit vier erhalten gebliebenen Gräbern von Rabbinern des 18. und 19. Jahrhunderts und eine kleine Bibliothek.

#### Faros

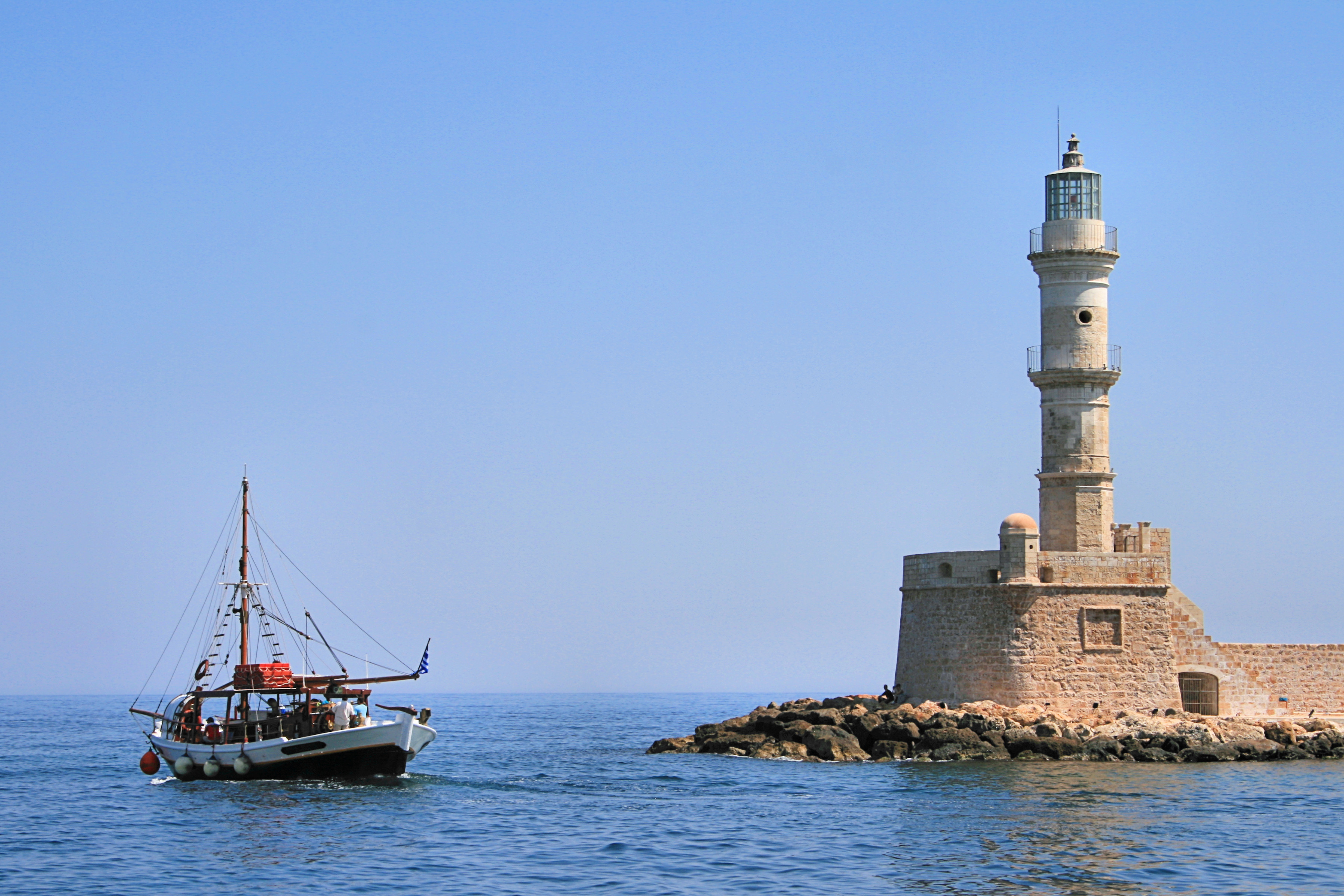
Leuchtturm

Der Ägyptische Leuchtturm im Osten an der Hafeneinfahrt (Faros, gr. Φάρος „Leuchtturm“), in den letzten Jahren aufwendig restauriert und stabilisiert, wurde in den 1830er Jahren während der kurzzeitigen ägyptischen Besetzung Kretas auf den Fundamenten des alten venezianischen Leuchtturms an der Hafenmole errichtet. Im 19. Jahrhundert trug er ein spitzes Kegeldach, was ihm noch mehr als heute das Aussehen eines Minaretts verlieh. Das Dach wurde später durch eine Glaskabine für das elektrische Leuchtfeuer ersetzt. Am 31. August 2006 wurde die Fertigstellung der Renovierung des Leuchtturms mit einem Hafenfest gefeiert.

#### Hassan-Pascha-Moschee

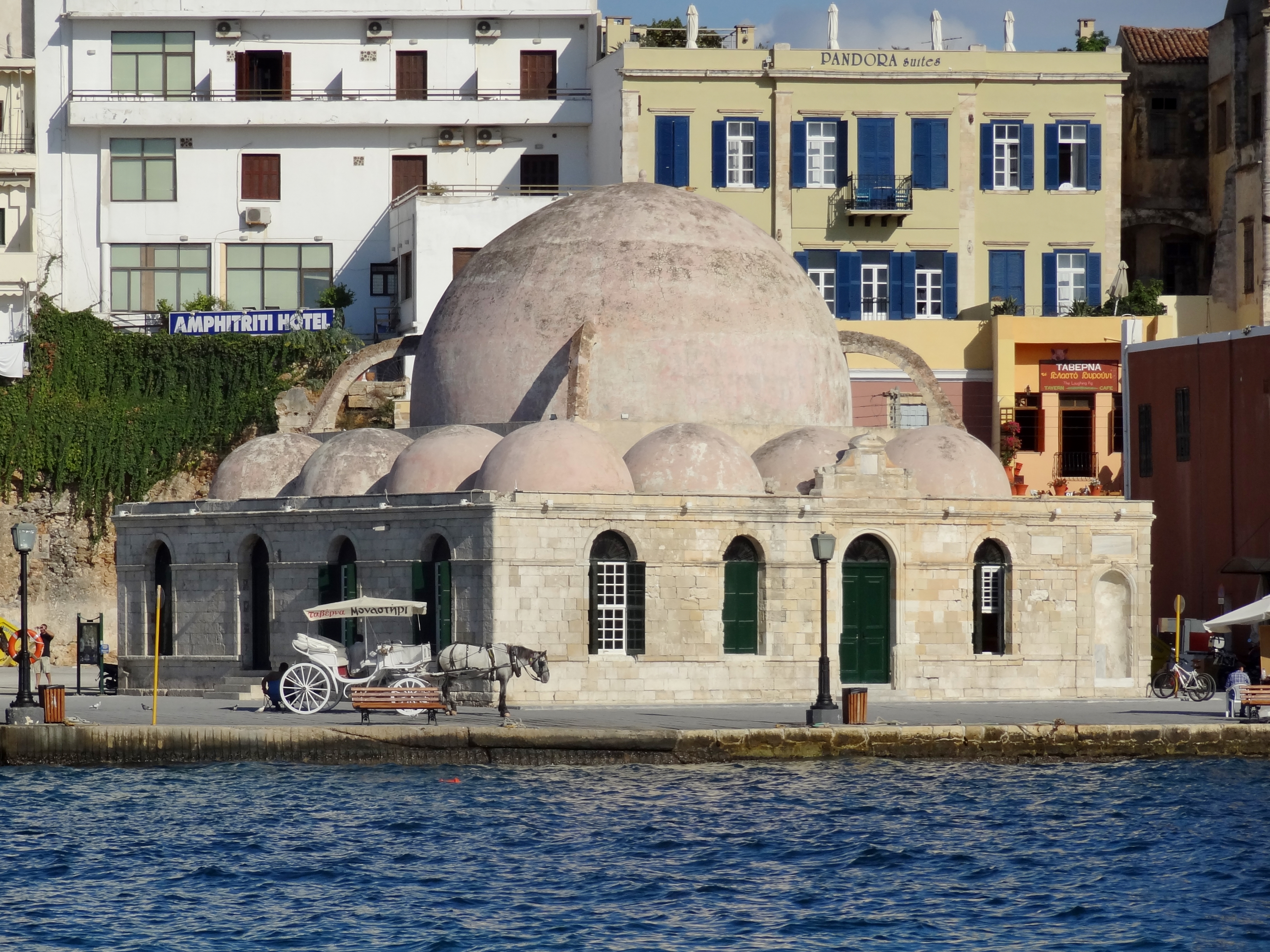
Hassan-Pascha-Moschee

Der zu Ehren von Küçük Hasan Pascha, dem ersten türkischen Garnisonsführer Chanias, benannte und nach den ehemaligen osmanischen Elitetruppen auch als Janitscharen-Moschee bezeichnete Kuppelbau am venezianischen Hafen wurde kurz nach der türkischen Eroberung Chanias 1645 errichtet. Die seitlichen Portiken mit den sieben kleinen Kuppeln an Nord- und Westseite sind spätere Anbauten ab 1880 an Stelle ursprünglich dachloser Arkaden. Das ehemals vorhandene Minarett wurde um 1920 abgerissen.
Die Moschee des Küçük Hasan („kleinen Hassan“) wurde durch einen armenischen Architekten im klassischen Stil einer Ein-Kuppel-Moschee entworfen. In ihrem Hof war eine Begräbnisstätte für Paschas und Janitscharen eingerichtet. Mit dem Jahr 1923, der Vertreibung der islamisch-türkischen Bevölkerungsgruppe von Kreta im Zuge des Vertrages von Lausanne, endete die Verwendung des Gebäudes als Moschee. Nach zwischenzeitlicher Nutzung als Lagerhaus, Museum und Informationsbüro der Griechischen Fremdenverkehrsorganisation sowie einer Restaurierung 1998 dient das ehemalige Gotteshaus heute als Raum für wechselnde Kunst-Ausstellungen.

#### Limani

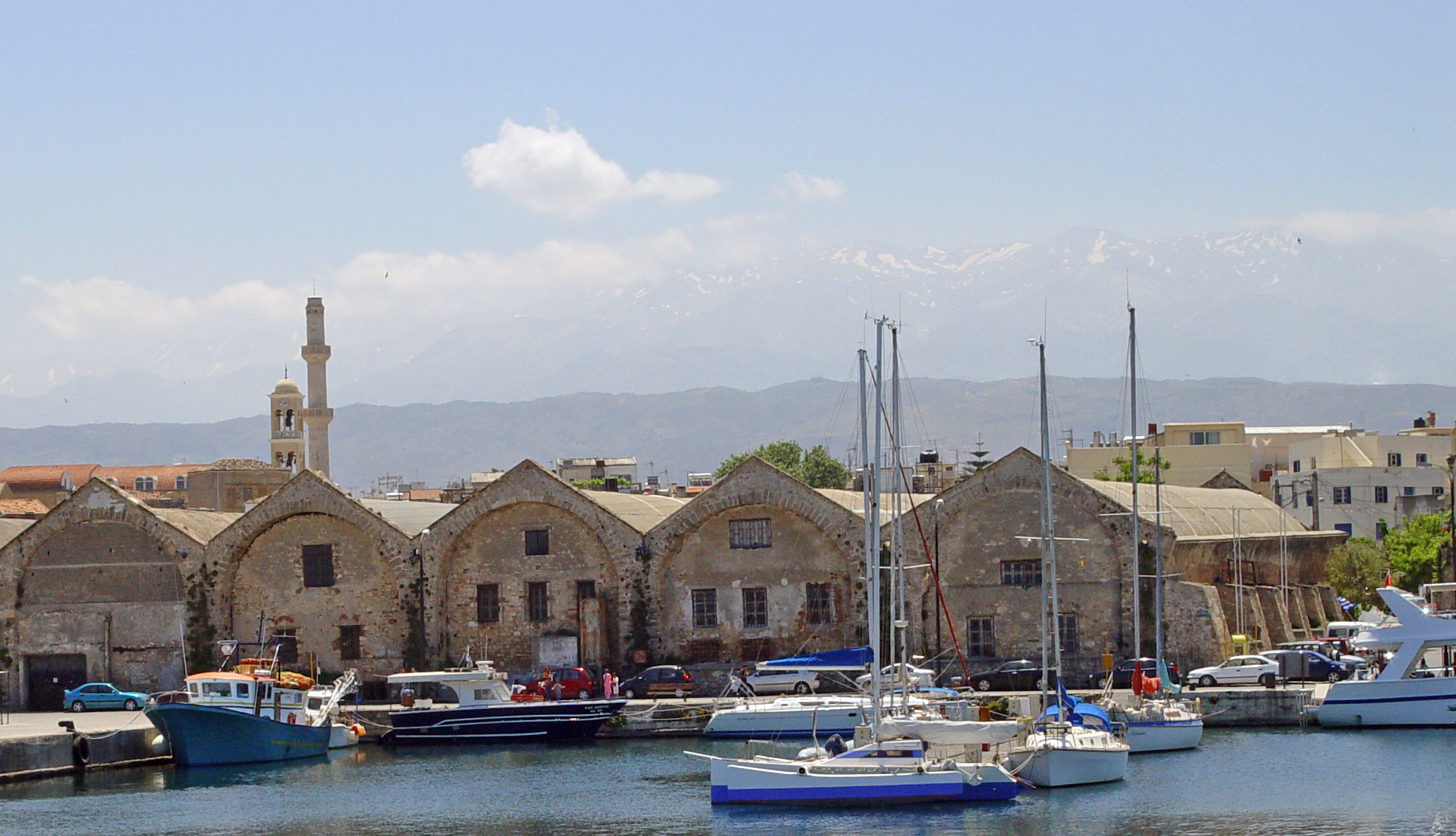
Arsenale im Fischerhafen

Der venezianische Hafen (Limani, gr. Λιμάνι „Hafen“) wurde im 14. Jahrhundert durch Aufschüttung einer Mole angelegt, hatte aber durch die geringe Wassertiefe und die ungenügende Abschirmung gegen die Nordwinde keine große Bedeutung. Der heutige Haupthafen von Chania wurde schon frühzeitig in der natürlichen Schutz bietenden Souda-Bucht vier Kilometer südöstlich der Stadt gebaut.
Die Arsenale (Neoria), Steinhallen mit Blei gedeckten Tonnengewölben am Fischerhafen, östlich der Einfahrt des venezianischen Hafens, entstanden 1497. Weitere wurden am östlichen Kai im 17. Jahrhundert errichtet. Von den Gebäuden sind am Südkai noch sieben erhalten geblieben, jedoch heute in einem schlechten Bauzustand. Am Ostkai stehen noch zwei der ursprünglich fünf Arsenale, die in ihrer Gesamtzahl von ehemals 23 Gebäuden dem Schiffbau und Winterlager der Galeeren, wie auch als Depot für Kriegsmaterial dienten.
In der östlich des Hafens gelegenen Sabbionara Bastion ist der seetüchtige Nachbau eines minoischen Schiffes zu besichtigen, die Minoa, und eine Ausstellung über deren Bau, bei dem nur Materialien und Techniken der Bronzezeit eingesetzt wurden.

Hafenansicht aus Richtung Osten

### Denkmäler

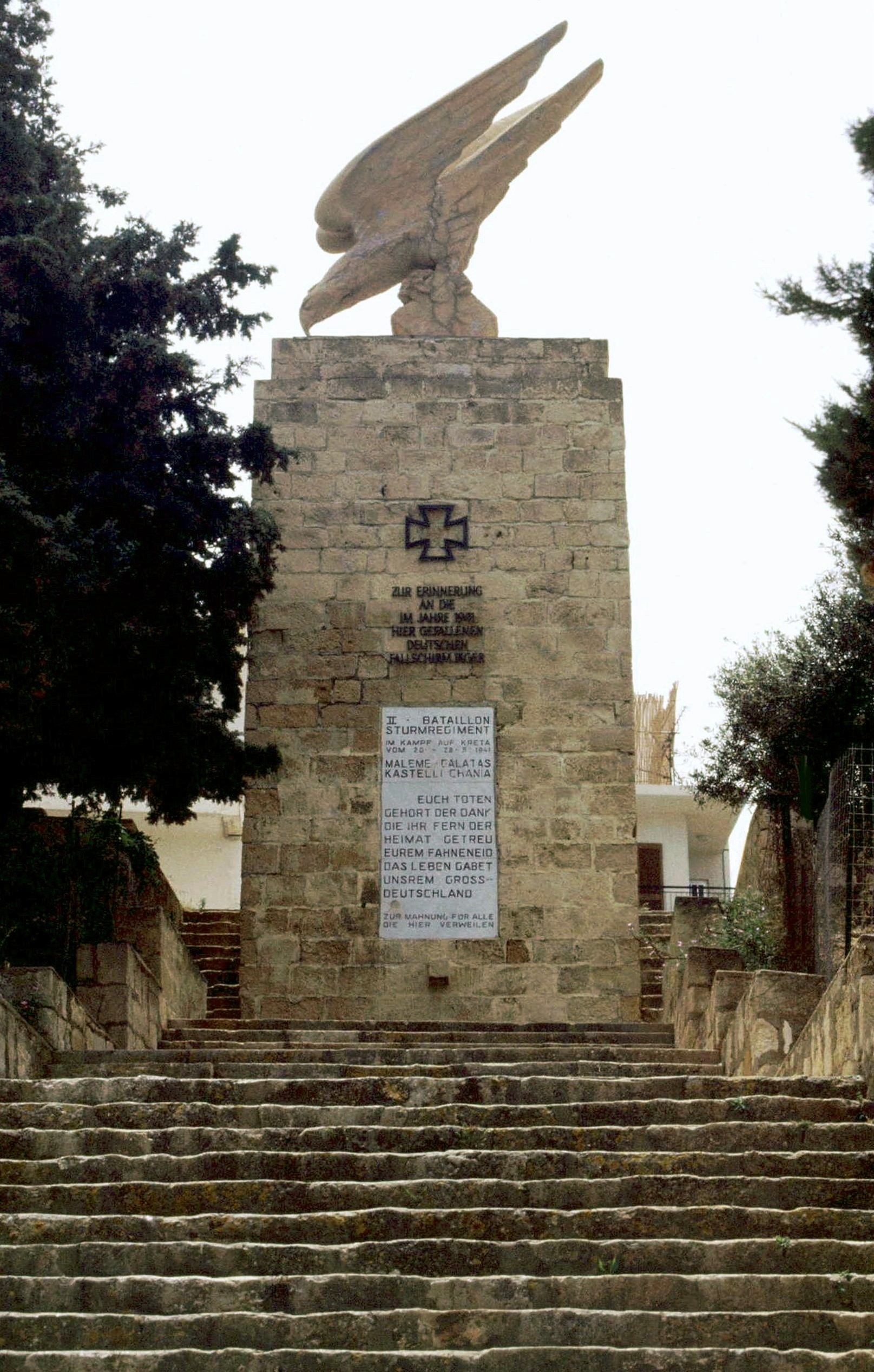
Kriegerdenkmal für gefallene deutsche Fallschirmjäger. Aufnahme im Februar 1973

#### Profitis Ilias
Auf der 122 Meter hohen Anhöhe im Nordosten des Stadtgebietes, außerhalb der geschlossenen Bebauung an der Grenze zum Gemeindebezirk Akrotiri, befindet sich die Gedenkstätte mit den Gräbern der Politiker Eleftherios Venizelos (1864–1936) und dessen Sohn Sofoklis Venizelos (1894–1964). Ersterer war im Jahre 1913 als griechischer Premierminister maßgeblich am Anschluss seiner Heimatinsel Kreta an das Mutterland beteiligt, sein Sohn war in den Jahren 1943 bis 1952 Ministerpräsident Griechenlands.
Auf dem Profitis Ilias wurde 1897 während des Türkisch-Griechischen Krieges (1896/97), dessen Anlass ein Aufstand der griechisch-orthodoxen Bevölkerungsmehrheit Kretas gegen die türkische Herrschaft war, das erste Mal die griechische Fahne aufgezogen. Die Kreter unterstrichen damit ihre Forderung auf Anschluss der Insel an den griechischen Staat. Dem standen die europäischen Großmächte unter Berücksichtigung der Interessen des Osmanischen Reiches ablehnend gegenüber und belagerten mit einer Flotte die Aufständischen, die sich auf die Halbinsel Akrotiri zurückgezogen hatten.
Am 9. Februar 1897 begann der Beschuss des Profitis Ilias durch die von dem italienischen Unteradmiral Canevaro befehligten Schiffe der Großmächte. Dabei wurde der Fahnenmast, an dem die griechische Flagge wehte, mehrmals getroffen, durch einen Soldaten namens Spyros Kayales-Kayaledakis auf Seiten der Kreter jedoch jeweils wieder aufgerichtet. Nach der Zerstörung des Mastes beim dritten Treffer nahm dieser das Fahnentuch und hielt es demonstrativ in die Luft, worauf der Befehl an die Flotte ging, das Feuer einzustellen. Heute erinnert ein Denkmal neben den Gräbern der Familie Venizelos auf dem Profitis Ilias an die Tat des zum Nationalhelden avancierten Spyros Kayales-Kayaledakis.

#### Deutsches Kriegerdenkmal
An der alten Straße nach Kissamos, der „Old Road“, und etwa einen Kilometer außerhalb der Stadtgrenze von Chania stand von 1941 bis 2001 das Fallschirmjägerdenkmal in seiner ursprünglichen Form. Seit dem Winter 2001 fehlt aufgrund eines Sturmschadens der Adler auf dem Sockel des Denkmals. Beschädigungen und Graffiti auf dem Sockel mit der Forderung nach Wiedergutmachung zeugen von noch bestehenden politischen Differenzen.

#### Das „Hand-Denkmal“
Nordwestlich hinter der Firkas-Bastion steht das „Hand-Denkmal“, das an den Untergang der Fähre Heraklion zwischen Piräus und Kreta am 8. Dezember 1966 erinnert, bei dem mehr als 200 Passagiere ertranken. Das Unglück gab den Anstoß zur Gründung der kretischen Schifffahrtsgesellschaft ANEK Lines.

### Parks
Der Stadtpark mit Wildziegen-Gehege, Freilichtkino und Cafés liegt in der Neustadt, zwischen den Straßen Andrea Papandreou und Tzanakaki.

## Wirtschaft und Infrastruktur
Zwei Hauptquellen der wirtschaftlichen Basis in Chania sind die Landwirtschaft und der Tourismus. Vor allem Oliven und Zitrusfrüchte sind führende Produkte, weitere sind Wein, Avocados und Milchprodukte. Neben den traditionellen Anbaumethoden haben sich einige der Erzeuger auf neue Methoden konzentriert, um Bio-Lebensmittel zu fördern. Die Organisation Agricultural August ist ein neuerer Versuch, lokale Qualitätsprodukte zu fördern.

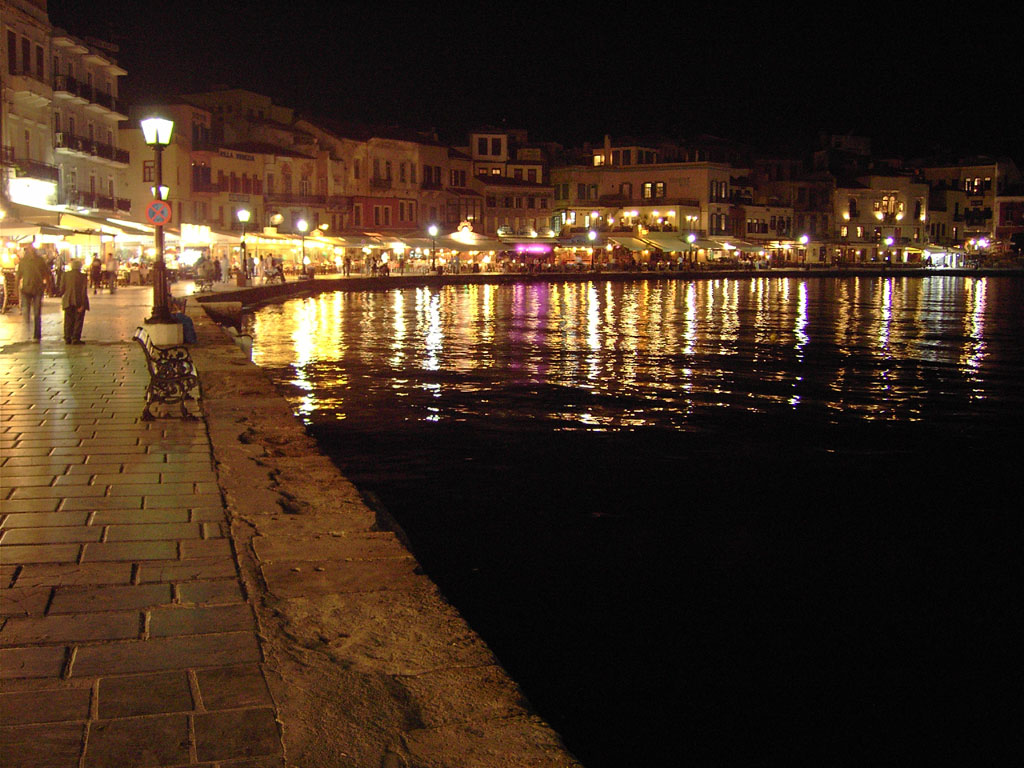
Venezianischer Hafen bei Nacht

Neben der Landwirtschaft hat sich der Tourismus zum zweiten wichtigen wirtschaftlichen Faktor entwickelt. Unter der Militärregierung wurde in den 1970er Jahren der Bau großer Hotelanlagen durch großzügige staatliche Kredite gefördert. In den 1980er Jahren sorgte die explosionsartige Zunahme des Flugtourismus für hohe Zuwachsraten.
In Westkreta hat sich der Massentourismus allerdings gemäßigter entwickelt als etwa zwischen Iraklio und Aghios Nikolaos. Die Flugreisen werden nur zu 20 % über den Flughafen Chania abgewickelt, zu 80 % über den Flughafen Iraklio.

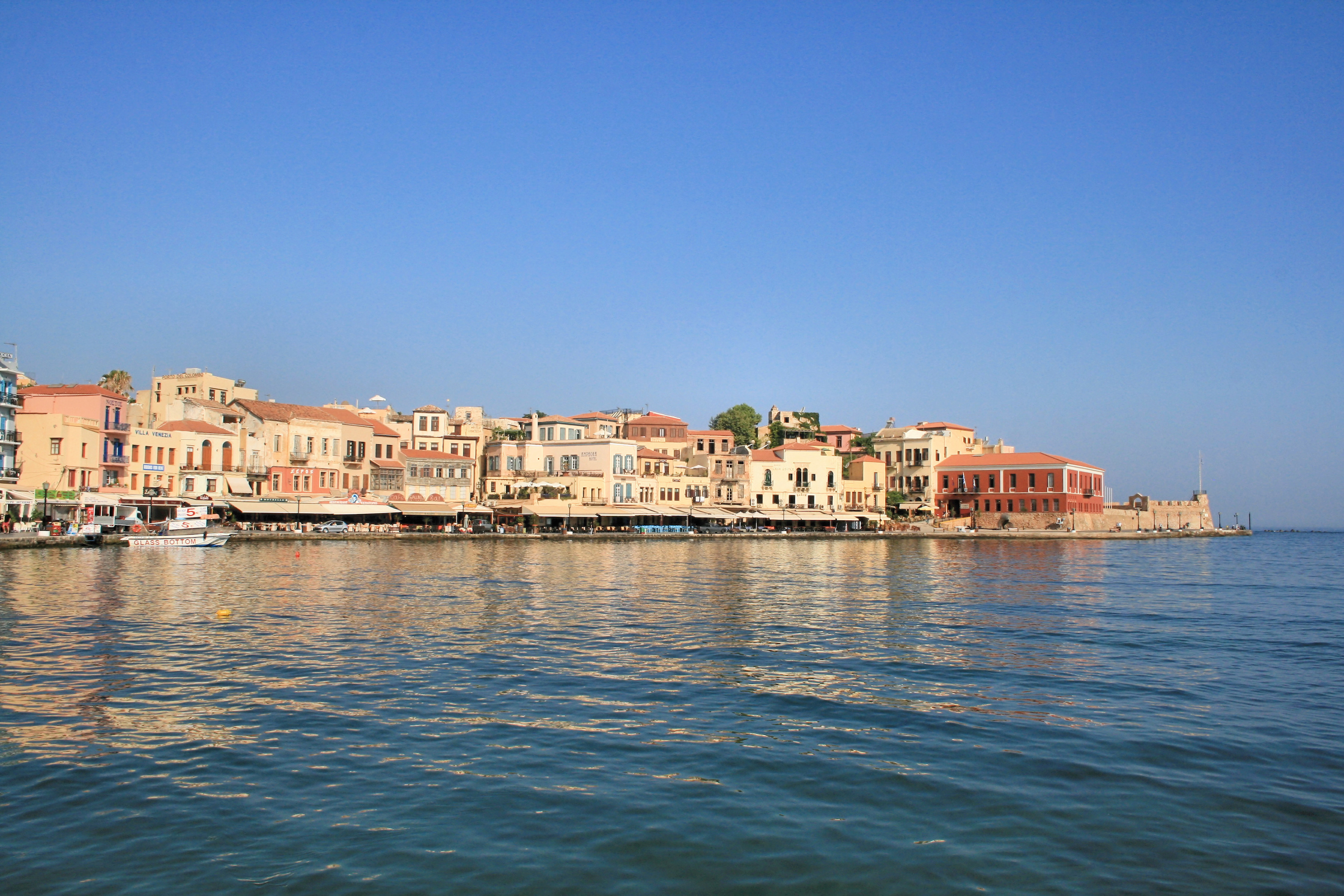
Westseite des Hafens

Die Küste im Westen von Chania (mit attraktiven Sandstränden) ist zwar durch ein Band von Hotels, gastronomischen und anderen touristischen Einrichtungen verbaut worden, jedoch handelt es sich eher um Kleinbauten als um große Komplexe. Seit Mitte der 1990er Jahre ist eine Stagnation des Massentourismus festzustellen, die mit nachlassender Zufriedenheit der Gäste mit dem Preis-Leistungs-Verhältnis, mit Service und Standard der Unterkünfte erklärt wird. Qualitätsinitiativen setzen auf das touristische Angebot etwa durch Agrotourismus, Ökotourismus, Wellness-Urlaub, Wanderreisen und Verbesserung von Privatunterkünften.
Sekundäre Industrien haben sich angesiedelt, die sich auf die Verarbeitung/Verpackung von landwirtschaftlichen Produkten konzentrieren – einige davon sind exportorientiert – oder Produkte herstellen, die die landwirtschaftliche Produktion unterstützen.
Der Bau der „New Road“ (Autobahn 90) erschließt nach jahrzehntelanger Bauzeit die Nordküste Kretas auf voller Länge. Mit dem nahen Souda verfügt Chania über einen der größten Häfen der Ägäis.

### Öffentliche Einrichtungen

#### Historisches Archiv von Kreta
Das Historische Archiv befindet sich gemeinsam mit dem Historischen Museum in einer neoklassizistischen Villa aus der Zeit um 1900 in der Straße I. Sfakianaki 20. Das dem Ministerium für Bildung unterstellte regionale Archiv der Präfekturen Kretas, Teil des Allgemeinarchives des Staates, wurde im Jahr 1920 mit seinem Sitz in Chania eingerichtet. Es beherbergt heute etwa 700.000 historische Unterlagen, auch aus privaten Sammlungen. Bestandteil des Historischen Archivs sind offizielle Korrespondenz der kretischen Revolutionen, die Archive der kretischen Kämpfer, der Türkischen Verwaltung, des zentralen Übersetzungsbüros von Kreta, der Regierung von Kreta und der Deutschen Besatzung, wie auch Verwaltungs-, gerichtliche und kirchliche Archive, ein großes fotografisches Archiv mit zirka 3.000 Fotografien, ein volles Archiv der kretischen Presse seit 1831 bis heute und eine Fachbibliothek mit ungefähr 10.000 Titeln.

### Gesundheit

#### Allgemeines Krankenhaus „Agios Giorgos“
Das Allgemeine Krankenhaus von Chania (Γενικό Νοσοκομείο Χανιών) wurde im Jahr 2000 bezogen. Nach der Universitätsklinik in Iraklio ist es mit 450 Betten das zweitgrößte Krankenhaus Kretas. Es befindet sich am südlichen Stadtrand Chanias in der Nähe des Dorfes Mournies. Das Krankenhaus ist modern ausgestattet und unterhält unter anderem Stationen für Kardiologie, Neurochirurgie, Nephrologie, Onkologie, Gynäkologie und Pädiatrie.

#### Privatklinik „Tsepeti“
Das Krankenhaus Tsepeti (Κεντρική Κλινική Τσεπέτη) ist eine moderne Privatklinik, in der Innenstadt von Chania, mit spezialisierten medizinischen Fachabteilungen, mehreren OP-Sälen, diagnostischen Laboreinrichtungen und Notfallambulanz für die plan- oder notfallmäßige medizinische Behandlung auf Kreta. Anfang 2013 hat ein deutsches Facharztteam die medizinisch-wissenschaftliche Leitung der Klinik übernommen.

### Bildung und Wissenschaft

#### Hochschulen
Chania wurde 1977 Sitz der staatlichen Technischen Universität Kreta (griechisch Πολυτεχνίο Κρήτης, „Polytechnikum“), die 1984 als zweite TU in Griechenland den Lehrbetrieb aufnahm. Auf einem Campusgelände zwischen der Stadt Chania und der östlich von Chania gelegenen Halbinsel Akrotiri, in der gleichnamigen Gemeinde wurden zahlreiche moderne Universitätsgebäude errichtet, die – in Griechenland eher seltene – eindrucksvolle Beispiele moderner Architektur darstellen.
Die Hellenic Mediterranean University mit Hauptsitz in Heraklion hat eine Niederlassung in Chania. 

#### Wissenschaftliche Institute
Etliche wissenschaftliche Institute kamen hinzu. Aus einer landwirtschaftlichen Forschungsstation entstand das Nationale Institut für Ölbaum und subtropische Pflanzen, dessen Forschungsaktivitäten für die landwirtschaftliche Entwicklung Kretas, insbesondere für die Produktion von Olivenöl und Zitrusfrüchten, aber auch Avocado und Kiwi sowie für die Ökologie erhebliche Bedeutung gewonnen hat. In dessen Nachbarschaft arbeitet ein weiteres landwirtschaftliches Forschungsinstitut, das Mediterranean Agronomic Institute of Chania (CIHAEM). Das Institut für Kretisches Recht widmet sich dem Studium des Kretischen Rechts aus allen Epochen der Rechtsgeschichte.

#### Weitere Institutionen
Chania ist Sitz der Diözese Kydonia und Apokoronas (Heilige Metropolie von Kydonia und Apokoronas) des Ökumenischen Patriarchats von Konstantinopel.
In Chania befindet sich ein deutsches Honorarkonsulat und ein Goethe-Zentrum.
Es erscheinen zwei Tageszeitungen, Chaniotika Nea und Kiryx, ferner gibt es zwei TV-Stationen, Crete TV1 und Kydon Channel sowie drei Radiosender, Crete 101,5 FM, Magic FM Stereo 98,2 und Max FM.

### Partnerschaften
Chania pflegt Städtepartnerschaften mit
- Wellington, Neuseeland
- Engomi, Republik Zypern
- Karpathos, Dodekanes, Griechenland
- Axioupoli, Kilkis, Griechenland
- Famagusta, Türkische Republik Nordzypern
- Polis Chrysochous, Republik Zypern
- Ermoupolis, Syros, Griechenland
- Paphos, Republik Zypern (seit 2009)[77]
- Tarpon Springs, Vereinigte Staaten (seit 2021)[78]

Seit 2012 besteht eine informelle Partnerschaft zwischen dem Regionalbezirk Chania mit Sitz in Chania und dem Landkreis Calw in Baden-Württemberg.

## Persönlichkeiten

### Söhne und Töchter der Stadt
- Aristokles (5. Jahrhundert v. Chr.), Bildhauer
- Kresilas (um 450 v. Chr.), Bronzebildner
- Michail Damaskinos (1530–1593), Ikonen-Maler
- Salacıoğlu (vor 1756 – um 1825), Sufistischer Poet
- Kallinikos Kritovoulidis (1792–1868), Mitglied der Filiki Eteria
- Charles Parzudaki (1806–1889), osmanisch-französischer Ornithologe und Naturalienhändler
- Nikolaos Kounelakis (1829–1869), Maler
- Evangelos Gerakaris (1871–1913), Leichtathlet und Bäcker
- Umberto Zanotti Bianco (1889–1963), Klassischer Archäologe und Philanthrop
- Mustafa Ertuğrul (1892–1961), türkischer Offizier
- Sophoklis Venizelos (1894–1964), Politiker
- Alexis Minotis (1898 oder 1900–1990), Schauspieler und Regisseur
- Phocion Francescakis (1910–1992), Rechtswissenschaftler
- Konstantinos Mitsotakis (1918–2017), Politiker
- Antonis Katinaris (1931–1999), Musiker
- Yannis Anastassakis alias John Aniston (1933–2022), Film- und Theaterschauspieler, Vater der Schauspielerin Jennifer Aniston
- Nana Mouskouri (* 1934), Sängerin und Politikerin
- Grigorios Larentzakis (* 1942), orthodoxer Theologe
- Maro Douka (* 1947), Schriftstellerin
- Kiriakos Virvidakis (* 1948), Medizinprofessor, Sportler und Sportfunktionär sowie Bürgermeister von Chania
- Ioannis Damanakis (* 1952), Fußballspieler
- Ioanna Karystiani (* 1952), Schriftstellerin
- Christos Protopapas (* 1956), stellvertretender Arbeitsminister
- Vassilis Digalakis (* 1963), Professor für IT-Wissenschaften und Politiker
- Andreas Glyniadakis (* 1981), Basketballspieler
- Eleni Daniilidou (* 1982), Tennisspielerin
- Anthoula Mylonaki (* 1984), Wasserballspielerin
- Giorgos Tzortzakis (* 1985), Radrennfahrer
- Polychronis Tzortzakis (* 1989), Radrennfahrer
- Anna Doudounaki (* 1995), Schwimmerin
- Dimitra Gnafaki (* 1997), Hürdenläuferin
- Emmanouil Zerdevas (* 1997), Wasserballspieler
- Veatriki Sarri (* 1998), Fußballspielerin
- Konstantinos Giouvetsis (* 1999), Wasserballspieler
- Christos Frantzeskakis (* 2000), Hammerwerfer
- Konstantinos Livanos (* 2000), Bahnradsportler
- Emmanouela Katzouraki (* 2001), Sportschützin
- Konstantinos Tzolakis (* 2002), Fußballspieler
- Konstantinos Koulierakis (* 2003), Fußballspieler

### Persönlichkeiten, die vor Ort gewirkt haben
- Marie Espérance von Schwartz (* 1818; † 1899), Schriftstellerin und Tierschützerin, Philhellenin
- Eleftherios Venizelos (* 1864; † 1936), Politiker, griechischer Premierminister